# 明石家サンタの史上最大のクリスマスプレゼントショー
『明石家サンタの史上最大のクリスマスプレゼントショー』（あかしやサンタのしじょうさいだいのクリスマスプレゼントショー）は、フジテレビ系列で1990年12月25日から毎年クリスマスの深夜（あるいは近い時期）に特別番組として生放送される視聴者参加型のバラエティ番組であり、司会を務める明石家さんまの冠番組。通称「明石家サンタ」。
1990年代前半に数回だけ、『明石家サンタの史上最大の春（もしくは夏）のプレゼントショー』と題して春と夏にも放送されたことがあるほか、1994年には大晦日に放送された。1997年からは、毎年12月25日（クリスマス）未明（24日〈クリスマス・イヴ〉深夜）に放送されているが、2022年は12月26日未明（25日深夜）に放送された。

## 概要
「明石家サンタ」に扮する明石家さんまと八木亜希子（当初はフジテレビアナウンサー、2000年以降はフリーアナウンサー）が1990年の開始当初から司会を務めている。2014年で第30回、2015年の放送で25年、2019年で令和初の放送且つ第35回を迎える。
番組は事前にはがきまたは当日に電話で視聴者から不幸話を募集し、本番でさんまと八木が投稿者本人にその話を電話で聴く。面白ければ合格ということでさんまが鐘を鳴らし、投稿者に賞品を贈るという趣向になっている。不合格なら鐘は鳴らさず、賞品もない。
合格の判断基準は「不幸かどうか」ではなく、「話が面白いかどうか」である。このため「単なる不幸話」ではさんまは満足せず不合格となり、鐘を鳴らさずになだめたり励ましたりした後に電話を切ろうとする。合否はさんまが決めるが、時には八木が合格と判断し、鐘を奪い取って鳴らすこともある。
さんまはその日の番組内のやりとりを上手くトークに取り入れることも視聴者に要求するほか、毎年定番のギャグもある。
芸能人専用の電話番号も用意されており、視聴者と同じように不幸話をして面白かった時には合格で賞品を貰っている。名乗っただけで鐘が鳴るケースもある。また、一般の電話番号は混雑回避のため、番号の末尾の奇数・偶数で受付を分けている。
投稿の際の年齢制限は設けていないため、未成年者からの不幸話投稿も可能である。放送時間帯が深夜ということもあり、子供からの投稿が採用された場合は番組としてもできるだけ早い時間に読んだり、電話をかける配慮をしている。過去には中学生からの不幸話が合格し、自動車を獲得したケースがある（後述）。しかし、さんまと子供（投稿者）との掛け合いを巡って批判が度々起きていたほか、深夜の子供出演についても問題視されたためか、2020年以降は10代以下からの不幸話投稿は採用されていない。
かつては不幸のエピソードが書かれたハガキを読んで紹介するコーナーがあり、採用者にはそのコーナー専用の商品をプレゼントしていた。
番組初期に比べると賞品の数は減少してパネルの数も35枚から20枚になり（2007年以降は25枚に増加）、放送時間も2004年以降、3時間（2時間半）から2時間になった。
開始以降数年間は放送日が一定せず、1994年には番組初の大晦日のゴールデンタイム・プライムタイムで放送、1996年には元日と12月25日の2回放送（いずれも未明に放送）となり、元日分は「明石家福禄寿」と改題して放送（1995年中は放送されなかった）。さらに好評のため、年に数回放送された時期もあった。1997年以降、年1回、12月25日未明（24日深夜）に放送日が固定され現在に至る。
本番組の番宣のため、さんまは毎年自らサンタの格好をし、小堺一機司会の『ライオンのごきげんよう』（2016年3月終了）にゲスト出演していた。さんまがサンタの格好をする日には小堺も「トナカイ一機」として出演。同番組が終了した2016年からは、さんま自身が司会を務める『さんまのお笑い向上委員会』の中で告知している。この『お笑い向上委員会』では出演者の芸人達が不幸話を披露する「芸人不幸話グランプリ」を開催している。
2011年・2020年には例年の "不幸話" という名称が社会情勢的に相応しくないと判断されて "寂しい話" に変更（公式サイトでのハガキ募集部分・フジテレビのTwitterの告知で確認できる）。これ以降も募集告知などで「寂しい話」と表記されることがあるが、番組内では「不幸」を多用している。
放送前に流れる募集告知を兼ねた番宣CMは、前年の生放送の当日に収録されていることが2022年の放送でさんまから明かされている。

### 備考・事件等
- 2000年：それまで特に事故等なく放送されていた当番組に初めて事故が起きたのは第16回の2000年。ナンバーディスプレイの発信で、本番中のスタジオで使用している電話の番号が一部の採用者に通知されてしまい、いたずら電話が殺到する事態になった。そのため途中からは発信者番号が通知されないように架電を行った。翌年以降もこの対応は続けられているが、番号非通知の電話を拒否している場合は採用者に架電できないため、八木よりあらかじめ番号非通知からの通話を受けられる状態にしておくように説明をしている。
- 2005年：男性採用者の1人が放送禁止用語をさんまと会話中に発してしまい、状況が把握しづらい状況だったため、さんまは男性に対して「お話が長くなりそうなので失礼します」と丁重に断りを入れた後、すぐに電話を切った。その後「不適切な発言がありましたことをお詫びします。」と急遽テロップが表示された。
- 2015年：夫が失踪したという不幸話を披露して不合格だった女性採用者について、後にその夫が遺体となって発見されていたことが判明した[9]。
- 2017年：この年より、11月に放送された『さんまのお笑い向上委員会』にて、『明石家サンタ』の募集告知も兼ねて「芸人不幸話グランプリ」という企画を実施。出演者がそれぞれ不幸話を披露し、合格者のうち最も面白い不幸話をした芸人にはパネルの番号の選択権が与えられる（後述）。
- 2018年：一部の年を除く前年の2017年まで賞品として自動車を提供していた日産自動車が、元CEOのカルロス・ゴーン逮捕の影響もあり自動車の提供を見送った[注 16][注 17]。
- 2019年：八木が線維筋痛症を発症し、治療に専念するため当面の間休養することになったのに伴い、当番組開始から35回以上で30年目にして初めて本番組の出演を見合わせた。代役として後輩の中野美奈子が出演した[10][11]。
- 2020年：八木が復帰したものの（この年の10月に復帰）、新型コロナウイルス感染症の影響から、感染防止のためMC席が分けられ、さんまと八木との間にアクリル板を設置する形となった[12]。
- 2021年：マツダの提供により自動車のプレゼントが4年ぶりに復活（マツダ・CX-5）。
- 2022年：12月22日（木曜日） - 12月25日（日曜日）は19時 - 21時15分（最大で21時35分まで延長）に「全日本フィギュアスケート選手権2022」が生中継され、24日（土曜日）はフジテレビ系列の土曜日の編成上（土曜プレミアム以降15分繰り下げ、24日が土曜日となった2016年は12月25日（日曜日）1:45 - 3:45に放送）、放送開始時刻が早くても25日（24日深夜）2時（21時20分まで延長されたため2時5分開始）と例年より大幅に遅れる為、12月26日（25日深夜）0時50分 - 2時50分（当初は0時45分 - 2時45分の予定だったが25日も21時20分まで延長されたため5分繰り下げ）に放送された[13]。26日未明の放送は30年ぶり、25日以外の放送は1996年12月28日以来26年ぶりとなる。自動車のプレゼントが再び消滅。
- 2023年：12月25日（月曜日）（12月24日未明）0:50 - 2:50に生放送。新型コロナによる制限緩和に伴いMC席とのアクリル板を廃止。2019年以来4年ぶりに元の放送体制に戻り、2年ぶりに25日未明での放送、2年連続で月曜日未明に放送された。また、約3時間前までM-1グランプリ（テレビ朝日系列）が生放送されていたため、オープニングでさんまが優勝した令和ロマンにメッセージを送っていた。
- 2024年：12月25日（水曜日）（12月24日未明）0:25 - 2:25生放送。番組開始時電話機器周りが故障。1人目はハウリング状態、2人目は何度かけても不通のまま途切れてしまう状態となった[14]。

## 出演者

### 司会
- 明石家サンタ（明石家さんま）
- 八木亜希子（フリーアナウンサー、第1回から第15回まではフジテレビアナウンサー）

特に第16回2000年は、フジを退社し独立後最初の出演。もちろん、さんまからは退社後も引き続き担当していることをいじられにいじられまくっていた。その後の近年でも「若手と交代しろ」、「20年以上この2人でイブをすごしている」、「八木は年老いた」などとさんまからネタとして言われ続けている。2019年は前述の通り病気療養のため出演せず。

### レギュラー
村上ショージ
レギュラー。当初は冒頭の賞品紹介でサンタガールとふざけるのが主な役割だったが、1997年と2009年から2014年は屋外に移動。さらに2011年以降はCM明けごとに屋外でギャグを披露するようになった。2015年は実の娘のバターぬりえと共演。
松尾伴内
レギュラー。冒頭の賞品紹介でサンタガールとふざけるのが主な役割。2015年は女物の服装で出演し、さんまから指摘されると「男女兼用でございます」「5.5分袖でございます」と『明石家定食』と言われるギャグを披露した。また、自身がセレクトしたブラウスを賞品として提供した。松尾は本企画でサンタガール役で出演していた女優の栗林知美と共演したことが縁で2001年1月に結婚している。
木田優夫
レギュラー。元プロ野球選手、現・北海道日本ハムファイターズGM代行。巨人投手時代の1996年より出演中。トナカイの格好をしてスタジオに陣取る。自分にまつわる賞品を持参している。2012年と2013年は石川ミリオンスターズ（ルートインBCリーグ）に在籍していたため、2012年は本拠地である金沢市に本社を置く8番らーめんのラーメン・餃子の詰め合わせと、石川ミリオンスターズグッズのセットだった。現役を引退した2014年は自身の引退記念グッズであった。
マツコ・デラックス
2014年、翌年1月放送の「ヨルタモリ」ゲスト出演の収録終了後、「明石家サンタ」の放送を知りスタジオに4時間居残る。光浦靖子が賞品を引き当てた直後に突然賞品ブースに登場し、サンタガールに混じり「アシスタント」としてエンディングまでスタジオに陣取っていた。2015年もサンタガールに混じって出演。
2016年以降は、マツコ主演による生中継形式の数十秒程度の無声ドラマがCM明けに流れており、1年目の2016年のみ、エンディングにスタジオに到着し、司会者左横の窓ガラスをトントンと鳴らしたあと司会2人をじっと見ている、というオチがついた。BGMにはエディット・ピアフが歌う愛の賛歌が用いられている。
毎年、病院の病室から抜け出したり船の上から落ちるなどのシチュエーションの後に深夜のラーメン店へ辿り着いたマツコが独り豪快にラーメンを食べるシーンが恒例になっていたが、2020年10月31日にロケ地の「よってこやお台場店」が閉店。同年の放送は、CM明け毎に過去放送したマツコがラーメンを食べるシーンの映像が流れ、最後は閉店のお知らせの張り紙が映し出された後、独り寂しく旅立って行くマツコの姿を中継し「fin」という文字が画面いっぱいに映し出され締めくくられた。その為なのか、2021年の出演はなく、以降は出演していない。

### その他出演者

#### 司会
- 中野美奈子（フリーアナウンサー、元フジテレビアナウンサー） - 2019年※病気療養の八木の代理

#### アシスタント
- 石川彩夏（タレント） - 景品紹介等のアシスタント（サンタガール）。2016年から2020年まで出演。

### ゲスト（複数回出演）
島崎和歌子
当時まだ17歳の未成年のアイドルであり、ほぼ無名に近かった1990年の第1回から1999年までの9年間、12月24日の放送回のみ、毎回電話登場していた。第1回出演時は、「若手のきれいどころでええよね」とさんまがうれしがっていた。1999年出演時、泥酔のため2回切られる。しかしナンバーディスプレイ事件が起きた2000年には困っていたさんまが「こんな時は和歌子しかおらん!」と電話し合格。村上ショージのギャグを引き当てる。
その後いったん出演は途切れたが、2009年に9年ぶりに出演。1人でいると寂しい、寒いと告白。若手芸人から酒の席で結婚したいと告白されたが、翌日その若手芸人から結婚したいと告白されたことを覚えていないとメールで返事があった。木田の日本ハム応援グッズとハムを獲得。それ以降は出演していない。
バラモン
エスミック占い師。1996年正月と1996年クリスマス、1997年にスタジオゲストとして出演。バラモンオリジナルの占いをするため、スタジオに陣取っていた。
グレート義太夫（たけし軍団）
常連で、一般の電話からかけてくるほどの強者。1996年（明石家サンタ）、電話に出た瞬間電話機の「5」のボタンの調子が悪くなったと話して合格。スタッフのサイン色紙を当ててしまった。
2004年を最後に登場していなかったが、2018年に14年ぶりに再登場。「芸歴36年目にして事務所がなくなった」（3月に師匠のビートたけしの独立に端を発するオフィス北野分裂騒動が起きた）で合格。さらにワイドショーでオフィス北野に残留する義太夫を含むたけし軍団のメンバーが紹介された際、自身の顔写真がウガンダ・トラだったことも明かす。ロレックスのペア時計を獲得。
川端健嗣
当時フジテレビアナウンサー。2001年に出演。2003年まで毎年スタジオに遊びに来ていた。
2004年は盲腸で入院したため、入院中に病室から芸能人専用ダイヤルで電話出演した。あろうことか社員であるにもかかわらず、目玉賞品の自動車を当ててしまったが辞退した。
爆笑問題（太田光・田中裕二）
2006年に出演。電話が繋がった直後は「長澤まさお・まさい」として出演。『スタ☆メン』の生放送を直前まで局内のスタジオで行っていたため、その流れで直接番組スタジオにゲスト出演する。本番組の直後に放送された『爆チュー問題のクリスマスライブ2006』の番組宣伝も兼ねていたため、サンタクロースの爆チュー問題の衣装での出演。過去に芸能人がスタジオで直接出演したのはこの1回のみである。太田の妻・太田光代のネタ（さんまファン）で合格するものの、木田提供の東京ヤクルトスワローズの応援傘を当てた。
やす（ずん）
2014年、女性一般参加者の不幸話で「自分のイタズラが原因で、彼氏がやすの写メで抜いてしまった」というエピソードがあり、その後にその話のフォローとして電話で登場しネタを披露。しかしさんまから電話口だと得意のモノマネネタがあまり伝わらないと指摘され、忙しいスケジュールの中フジテレビのスタジオまで来られるかという話になり、番組終了3分前にスタジオに到着。改めてネタを披露した。
間寛平
1994年、「さんまちゃん……」の一言で登場。寛平は仕事が入っていたが諸事情によりカットになり、急遽オフになったため寛平は11:30にさんまを自宅に誘うが、放送日前日の12月30日の夜、寛平はさんまに断られる。前年の1993年の『第44回NHK紅白歌合戦』に寛平が出演していたことから今年も寛平が紅白に出演するとマネージャーが勘違いし、時間を空けていた為、出演交渉がこなかったことで31日の寛平のスケジュールが空いていた。一人寂しくビールを飲みながらつまみを口にしたところ、差し歯が取れてしまったという不幸話で鐘が鳴った。マレーシア旅行を獲得した。
2009年、アースマラソン中、トルコから電話。直前にアースマラソンで日本を走っている最中の寛平にトイレを貸したという一般の参加者から電話があり、寛平に貸したトイレの調子が悪いことを言い忘れ、寛平が使用後に確認をしたところトイレに大がついていた上にそれを擦ったたわしがついていたという話をした（結果は不合格）。その直後にタイミング良く寛平から電話があり事の真相を確認。事実は本当であったことが判明した。不幸な話では、アースマラソンで目立ちたいと言って張り切っていたが、酒井法子の覚醒剤事件で目立たなくなったと発言。南紀白浜の温泉旅行を獲得。
中居正広
当時SMAP。1997年と2002年に出演。
1997年、岡村隆史・南原清隆（ウッチャンナンチャン）とともにニッポン放送の『ラジオ・チャリティー・ミュージックソン』のスタジオから電話。名乗っただけで鐘が鳴った（中居はノーパンしゃぶしゃぶ嬢との朝帰りを写真雑誌フライデーに掲載されたことが話題になっていた）。合格賞品は「いらない置物」。翌年（1998年）に返品するためにVTR出演した。
2002年、久本雅美が電話をし、久本の呼びかけで山田花子とともに3人でパーティーをしていた。クリスマスに独身メンバーとパーティーしていたことで合格、「高級ベッド」を獲得した。
ナインティナイン（岡村隆史・矢部浩之）
1997年、岡村が中居・南原とともにスタジオから電話出演（上記参照）。
1998年、『オールナイトニッポン ラジオ・チャリティー・ミュージックソン』の本番中にスタジオから電話出演。勝手にさんまをラジオのゲストとして予告していた。賞品は2回引いてダイヤモンドとキッチンセット。
2010年、岡村が長期療養から復帰した直後に電話。「ナインティナインの岡村隆史ですけれども」と名乗っただけで鐘が鳴った。クリスマスなのに誰からも連絡がなく、暇になってしまうので、『オードリーのオールナイトニッポン』へのゲスト出演を入れてもらい、その後『恋のから騒ぎ』を見てその合間に電話をした。自らの抑うつ傾向をさんまと対比して笑いをとった。目玉賞品の自動車（日産・マーチ）を獲得し、この事は翌日のスポーツ紙にも取り上げられた。また、ここで『ホンマでっか!?TV』の新春スペシャルにシークレットゲストとして出演した際のお礼を言ってしまい、さんまに「お前、あれ隠しゲストとしての登場やろ…？」と言われ、その後岡村はプロデューサーに怒られたという。
早川伸吾
そのまんま東（東国原英夫）の付き人。1999年初登場。師匠の東国原が不祥事や選挙活動などで芸能活動を停止・変更するたびに計5回登場。「師匠が謹慎になったので付き人の僕は仕事がなくなりました」で合格。後に東国原は自身のブログに『早川伸吾は「僕、そのまんま東の弟子なんです!」と言っただけで鐘がなったという輝かしい前歴を持っているのだ（笑）』と書いている。過去5回のうち4回合格し、1999年（間寛平の著書本30冊）、2000年（カニセット）、2001年（電動自転車）、2006年（任天堂のゲームセット）を獲得。
2010年、師匠の東国原が宮崎県知事を退任することにより東京に帰ったが、早川の役目は引き続き宮崎で事務所の電話番であった。また早川自身の宮崎でのラジオ番組も終了する。結果不合格。
2011年、前年の放送で不合格になった際、カメラに携帯電話番号が映ってしまい携帯がパンクしてしまった。合格するもハズレを引いてしまった。この年を最後に出演していない。
光浦靖子（オアシズ）
2001年、1人でバーで飲んでいる時に電話。最近ホルモンバランスが崩れ、髭が生えてきたと告白し、合格。
2007年、KABA.ちゃんから電話がかかり、一緒に飲んでいる芸能人がいるからと電話を替わったところ、「光浦です」と名乗っただけで鐘が鳴った（光浦は脳手術で長期療養から復帰して間もなかった）。不幸話の内容は男性の前で股を開く前に頭を開いたこと。飛行船遊覧を当てる。
2014年、前年出演したテレビ番組で占いを受け「沖縄に行ったら運命の人に会える」と言われた。丁度予定していた沖縄に行き、男性と知り合い、やがて彼の息子との結婚を打診される。以前引いたおみくじに書かれた運命の人の条件と息子が当てはまることからさらに占いにハマり、前述の占い師に相談したところ「2015年の7月に自然と結ばれる。それまで態度を見せず追い込まない方がいい」と言われ、以後は彼らと連絡を取らずに結婚に備えて引っ越しまでしたが、後日その息子から別の女性との結婚報告が来た。DAHLIASのネックレスを獲得。
森口博子
2006年、当日、病院の耳鼻咽喉科の年末年始の状況を聞こうと電話した電話番号案内（104番）のオペレーターに「メリークリスマス」と言ったのが、この日人と初めて喋った出来事だと告白し、合格。2006ベスチョイセット（たらこ、青ハンカチ）を当てた。
2011年、5年前同様、クリスマスの日に初めて喋ったのが東京無線のオペレーターだったこと。木田と栗山英樹との共著本と木彫りの熊を獲得。
山里亮太（南海キャンディーズ）
2006年、相方・しずちゃんとの人気の差をネタにしたが不合格。わずか1分弱で通話が終了した。
2013年、田中卓志（アンガールズ）とともに電話。電話の数時間前に2×2の合コンをしていたが、相手が1時間ぐらいで途中で帰ってしまい、その原因は田中が女性が食いつかないような話題（虫の生態など）ばかり話していたこと、相手に高圧的な態度で接していたことが原因だという。オランジーナ1年分を獲得。
2015年、当日、意中の女性と飲んでいたら、その女性が「山ちゃんの良さを紹介したい」と知人のバンドマンをたくさん呼んできた。その後、自分が一旦トイレに入っている間に全員帰ってしまい、食事代の8万9千円を1人で支払わされ、なおかつ女性の電話も繋がらなくなっていた。さらにTwitterで「おはよう」とつぶやいたら、「朝に謝れ」と返され炎上した。ハズレを引いてしまうが、特別に内田篤人のサイン入りスパイクと写真を獲得（しかし、山里はサッカーに興味がなかったため、微妙なリアクションをしていた）。
2018年、前の週に虫垂炎で緊急入院し、無事に退院して仕事復帰した直後、家に見舞いに来た母親が作ったおじやを食べたところ、入っていた牡蠣にあたって再び病院に行ったことを明かし、合格。隣にいた母親も電話出演しその時の状況を振り返り、母親が番号を引いたところLINE Cloverのスマートスピーカーとスマートフォンを獲得した。
西川貴教（T.M.Revolution）
2001年、PUFFY・吉村由美との離婚直後に電話。「T.M.Revolutionです」と名乗っただけで鐘が鳴った。
2008年、「滋賀県特産品セット」の提供者「滋賀県観光大使」として、賞品ブースに陣取っていた。番組中、20年前に西川とバンドを組んでいたという一般の男性参加者から電話があり、そのバンド仲間を男性の自宅に泊まらせたが、翌日、母親から女性を連れ込んだのではとないかと疑われて怒られたという話をした。この男性は実は西川の高校の後輩であったことが判明。しかし西川の判断で電話を切られ不合格にされた。
磯野貴理子
2009年、離婚直後に電話。「磯野貴理です」（当時、磯野貴理と改名中）と名乗っただけで鐘が鳴った。さんま曰く「名乗っただけで鐘鳴らすのはタイガー・ウッズとお前だけ」。ロレックスのペア時計を獲得。
2010年、サンタガールとして冒頭の賞品紹介からエンディングまでスタジオに陣取っていた。さんま曰く「当日になって『暇だから』と押しかけてきたため、急遽出演することになった」とのこと。
藤森慎吾（オリエンタルラジオ）
2010年、加藤夏希との熱愛報道について、自分では付き合っているつもりだったが相手側に否定コメントを発表され一人舞い上がっていたと漏らす。Reebok Japanのランニンググッズを獲得。
2015年、今年のクリスマスは1人で過ごす予定ではなかったが、当時交際していた田中みな実と別れたため、1人で近所のサウナの仮眠室でこの番組を見ていた。なお、さんまとテレビ局ですれ違うたびに「いつ結婚すんねん?」と聞かれていたが、その時期にはすでに破局していた。村上ショージ親子の絵皿・イラスト色紙を獲得。

### スタジオゲスト
- バラモン - 1996年正月・1996年クリスマス・1997年
- 川端健嗣 - 2001年・2002年・2003年
- 爆笑問題（太田光・田中裕二） - 2006年
- 西川貴教 - 2008年
- 磯野貴理子 - 2010年
- やす（ずん） - 2014年
- 内田篤人 - 2015年

### 芸能人・著名人の出場者
1991年
- コサキン（小堺一機・関根勤）
ラジオの本番中にスタジオから電話出演。1991年10月2日、TBSラジオ「コサキン無理矢理100%」最終回の生放送冒頭にて。不幸話は披露せず、さんまとのトークのみ。

1994年
- 間寛平

1996年（明石家福禄寿）
- 加藤紀子

1996年（明石家サンタ）
- グレート義太夫（たけし軍団）
- 加藤紀子
前回獲得した「いらない置物」を返品したが、これを獲得した後、帰宅後置物に足を引っ掛かって怪我したとのこと。アウトドア用品を獲得（しかし、加藤はアウトドアに全く興味がなかったため、不満そうなリアクションをしていた）。
- 堀江淳
どういう訳か死亡説が流れていた話で合格。「いらない置物」を獲得したが、翌年返品した。
- 松岡昌宏（TOKIO）
自宅で一人でクリスマスイブを過ごしていた時に、寂しくて芸能人専用ダイヤルに電話したところ、たまたま知り合いのスタッフが受け付け、本人だと分かるとさんまに繋げてもらい、小指を怪我した話を披露して合格。真珠セットを獲得[注 19]。

1997年
- 三谷幸喜
自身初監督映画『ラヂオの時間』の公開日と安室奈美恵の結婚が重なり、翌日の新聞には安室の記事が一面に掲載され、映画の記事はたった5行だった。さらに公開後に映画館に行ったら『モスラ』に変わっていた。電子ピアノを獲得。
- 中居正広・岡村隆史（ナインティナイン）・南原清隆（ウッチャンナンチャン）

1998年
- ナインティナイン（岡村隆史・矢部浩之）
- 笑福亭笑瓶
長年の芸能生活で初めて司会を務めることになった昼の帯番組『おサイフいっぱいクイズ! QQQのQ』（TBS）が、深刻な低視聴率でこの翌日に終了ということで合格。全く売れなかったショージと剛州の本「村上ショージVS剛州」50冊を獲得。

1999年
- 小湊美和（太陽とシスコムーン）
当時ユニットから離脱させられ強制ダイエット中だった。さんまのラジオ番組『ヤングタウン土曜日』レギュラーで事情をよく知っていたためすぐ鐘が鳴らされた。デジタルカメラとカラープリンタを獲得。
- 早川伸吾

2000年
- 早川伸吾

2001年
- 早川伸吾
- 東野幸治
離婚直後[注 20]に電話（8月に離婚）。「東野幸治です」と名乗っただけで鐘が鳴った。離婚直後、購入した家をわずか3ヶ月で出て、貸し倉庫で生活していたことを明かしている。香港旅行を獲得。
- 西川貴教（T.M.Revolution）
- 光浦靖子

2002年
- 中居正広・久本雅美・山田花子

2003年
- 雛形あきこ
離婚直後に電話。「雛形あきこです」と名乗っただけで鐘が鳴った。PSXとプラズマテレビを獲得した。
- 金村義明
『とんねるずのみなさんのおかげでした』の暴露コーナー「ドーンゲストリンク」で強烈な暴露話をし、優勝したため賞金がもらえると思っていたらウソだったという不幸話と、病気で入院した話の合わせ技で合格し、高級ベッドを獲得した。
- 叶美香
番組初の海外からの電話。あまり不幸な話ではなかったために不合格。

2004年
- 川端健嗣
- グレート義太夫（たけし軍団）
- ヒロシ
何度も電話をかけては「ヒロシです」を繰り返すという苦戦の末に鐘を鳴らしたものの、ハズレを引いてしまった。

2005年
- 小倉優子
『さんまのSUPERからくりTV』（TBS）のロケで、泳げないと最初に言っておきながら、特訓を始めてたったの15分で25mを泳ぎきるまでになってしまい、さんまに「あほんだら」と厳しくどやされ、トイレに篭ったというエピソードを話した。さんまが「八木さん、どうよ?」と尋ねると、八木は数秒間考えた後に鐘を無言で横取りして鳴らし、合格。中国旅行を獲得。
- レイザーラモンRG（レイザーラモン）
相方のHGとギャラの差が10倍になった話と、相方の仕事のおこぼれを貰おうとハッスルハウスのクリスマス興行を自費で見に行った話をしたが、逆にさんまに励まされてしまう。HGより面白いギャグがでたら合格にすると言われたものの、結局出たギャグは「バッチョコーイ!」（相方の「バッチコーイ!」のパクリ）であったために電話を切られ不合格になった。
- 土井よしお（ワンダラーズ）
「いぶし銀の下ネタ・土井ちゃん」として『明石家マンション物語』（フジテレビ）で活躍していた土井だが、なかなか仕事に恵まれない日々を過ごしていた。そんな中、2005年7月〜9月のドラマ『電車男』でネット住人（車掌）役として出演することになった。ドラマ自体が高視聴率であったため、本人はこれを機に仕事が増えることを期待していたが、ドラマ終了後一切仕事のないまま年を終えてしまいそうだという話と、「『マンション物語』で共演していた岡元あつこは結婚してしまった」などと話して合格。ダイヤのリングとネックレスを獲得。

2006年
- 森口博子
- 山里亮太（南海キャンディーズ）
- 爆笑問題（太田光・田中裕二）
- 東八郎の息子
「名前が放送されると、立場上困るので…」との理由で、匿名「東八郎の息子」で登場。キャバ嬢の家から電話をかけ「186」をつける電話番号だったため、番組終了直前にやっとつながりさんまの顰蹙を買う。ハプニングバーに行った際の顛末を打ち明け、中国旅行を当てた。
- 早川伸吾

2007年
- 小島よしお
「来年不幸になります」を連発したが不合格。
- たむらけんじ
「陣内・紀香の結婚式」と言ったところで鐘が鳴った。「結婚式・強制退場事件」の真相を語っている（結婚式にて郷ひろみによる『お嫁サンバ』の歌唱が行われたが、事前にスタッフから「ステージに出て会場を盛り上げてください」と言われており、郷ひろみの登場直後に獅子舞の格好で出て行ったところ、すぐにスタッフから「たむらさん、もういいです」と、衣装のふんどしを引っ張られて退場させられたという）。マクドナルドのマックカード2年分を当てる。
- タカ（タカアンドトシ）
数時間前に8年間交際していた彼女に振られた話を涙ながらに告白し、合格。パリ航空券を当てて「是非パリへ行きたい」と言ったところ、すかさずさんまが「欧米か!」とツッコミを入れた。さんまが自らの苦い経験を話した後に「（翌日の）『笑っていいとも!』では大人しくしています」と話し、『いいとも』の本番ではタカがしょんぼりしているところをトシがこの放送の話をネタにしたことを機に、火曜レギュラー陣とゲストの小島よしおにいじられた。
- 山中秀樹（元フジテレビアナウンサー）
フジテレビ退社前には盛大に送別会が開かれ、同期の取締役らから散々励まされたものの、フリー転身後に古巣の仕事がほとんどないことを愚痴って合格。元フジテレビということで、フジのチャンネル番号である8番を選ぼうとしたが、当時は「オジサンズ11」など日本テレビでの仕事が多かったことから、急遽日テレの4番に変更し液晶テレビ2台セットを当てる（8番はその後の一般参加者が選択し結果はハズレ）。
- 東国原英夫（当時宮崎県知事）
宮崎県の名産品が番組に賞品として出されていることをテレビで知り、一言フジテレビにお礼を言おうと電話をしようとしたが、どこに電話していいのか分からなかったため芸能人専用ダイヤルに電話。オペレーターに名乗ったところ「証明できますか?」と問われ、一般会計予算の話をしたとのことで合格。「木田投手のシーズン初登板試合観戦権」を当てる。
- KABA.ちゃん・光浦靖子

2008年
- KABA.ちゃん
この年の11月に逮捕された小室哲哉（本人がメンバーだったdosのプロデューサー）に関する話などをしたが、KABA.ちゃん自体が酔っていて話がぐだぐだになってしまい、八木の判断で強制的に電話を切られ不合格に。
- ワッキー（ペナルティ）
さんまが総合司会を務めた2008年の『27時間テレビ』で大スベリした「1、2、1、2、ツッコんで」のギャグが、翌日、Yahoo! Japanの検索サイトで自分の名前を調べた所「1、2事件」としてトップで載っていたことを明かし合格。インターマックスのロードバイクを獲得。

2009年
- 間寛平
- アンディ先生
一般参加者として電話し、当初は匿名希望を名乗っていた。結婚したいと有名占い師を訪ね、占い師から「散々嘘ばかりをついて来たから嘘をつくのをやめないと一生結婚できないが、嘘をつくのをやめれば来年とてもいい出会いがある」と言われたが、自分が実はマジシャンであるという話をした。鐘が鳴った後に芸名を告白。CELL REGZAを獲得。
- 磯野貴理（現・磯野貴理子）
- 道重さゆみ（当時モーニング娘。）
事務所の社員が電話に出る。『週刊文春』の嫌いなタレントランキングベスト10に入っていたと告白。しかしすぐに電話を切られ不合格。
- ほっしゃん。（現・星田英利）
帰宅後、家のテーブルの上に電話番号の書かれたメモ（番組を視聴していた妻が残した）を見て電話。直前にうどんを鼻から吸う真似をしてうどんが出てこなかったという一般の女性参加者に対して、「素人がするものではない」と一蹴。ただ自分も10回に3回ぐらいは出てこないと告白（本人曰く「眉間の奥の方に行くらしい」）。バンダイの超合金おもちゃセットを獲得。
- 和田アキ子
『さんま&EXILE!史上最大の忘年会』（TBS）でさんまにドッキリを仕掛けられ、そのせいでさんまに不幸にされたと主張し、電話でさんまを説教した末合格。マッサージチェアを獲得。

2010年
- 岡村隆史（ナインティナイン）
- 門倉貴史
カナダのオタワに向かう際、オタワは寒いと聞いており大量のホカロンを持って行った所、ニューヨークの空港で麻薬密売人と誤認された。結局解放されたものの、到着したオタワはそこまで寒くなかった。釣り具を獲得。
- 早川伸吾
- 藤森慎吾（オリエンタルラジオ）

2011年
- 中川家・剛
クリスマスなのに入院中であることを話したが、不合格。
- 黒沢かずこ（森三中）
中学生の時、クリスマスの時に食べたチキンで食中毒になったこと、当番組の放送前に行った三郷市の営業から帰ってくるときに追突され、入ったパスタ屋で頼んだパスタに髪の毛が入っており、外に出た時に看板に頭をぶつけたこと、3日連続でさんまと仕事し、3日目に高熱が出たこと。ペプシネックス1年分とミニ冷蔵庫を獲得。
- 中川家・礼二
先ほど剛が電話出演し盛り上がらないトークをしたので、兄のフォローをする電話を掛け、合格。目玉賞品の電気自動車（日産・リーフ）を獲得してしまう。
- 山口もえ
名前を言っただけで合格（8月に離婚）。3月に出産した長男が夜泣きを起こしながら会話した。Xbox 360（Kinect付き）とソフトを獲得。
- 18代目中村勘三郎（翌年12月に逝去）
名前を言っただけで合格（1月に特発性両側性感音難聴で9か月間休養）。コロンビアで食事中に難聴で倒れ、周囲に大声で助けを求めたが、(状況を理解してもらえず)妻に「あなた目立ちたいの?」と言われた。また、投稿を促したのはさんまの元嫁だった。42型3D液晶テレビレグザを獲得。
- 森口博子
- 早川伸吾

2012年
- 井上裕介（NON STYLE）
吉本ブサイクランキング・私服がダサいランキングの両方で1位になってしまった。さらに、年越しライブで「不快」ということで前髪を切る羽目になる。また、Twitterで「おはよう」とつぶやいたら「お前は目覚めるな」と返されてしまった。ローリング・ストーンズグッズを獲得。
- スギちゃん
『さんまのSUPERからくりTV』でスギちゃんの家でのロケが放送された際、最寄駅や家の周囲が映った結果、家が特定されてしまい、毎晩深夜にワイルドネタを強制されている。また、自身の自転車のギアを6速で固定されるイタズラをされた。ロレックスの時計を獲得。
- せんだみつお
スナックの司会の営業依頼を前日に受け、（放送の）当日に営業に行くことができた。そのスナックにて「プロ顔負けの司会」とせんだを芸能人と分からなかった客にスナックのママが叱ったが、そのママからも「どうして芸能界を辞めたんですか?」と聞かれた。さんまの麹漬け1年分を獲得。
- さいたまんぞう
今年になって初めてCMの仕事を入れてもらったが、ロケの数日前に流れた。そのため1人でそのスポンサーの不買運動を起こそうとしている。合格するもハズレを引いた。
- Bコース・ナベ
Bコースが解散し、10年付き合っていた彼女（チュートリアル・徳井義実の実妹）と別れ、さらに網膜剥離で入院。その日がさんまなどが舞台に立った吉本興業100周年特別公演「吉本伝説の一日」がなんばグランド花月で行われており、吉本興業所属芸人で唯一生で見ることができなかった。木田の石川ミリオンスターズグッズと8番らーめんの詰め合わせセットを獲得。
- 杉谷拳士（北海道日本ハム選手）
特に出演依頼があったわけではないが、木田に同行してスタジオで観覧[16]。

2013年
- 田中卓志（アンガールズ）・山里亮太（南海キャンディーズ）
- 鈴木紗理奈
周囲に「結婚はいいもの」と言っていたのに、結局自分は5年で離婚したこと。目玉商品の自動車（日産・デイズルークス）を獲得。
- 板東英二
名乗った時点で鐘が鳴る（1月に個人事務所の申告漏れ(脱税)を指摘され芸能活動を休止）。前日は銭湯で開店時間から一人で湯船に浸かり、ゆずが入った袋を抱きしめていたとのこと。ラーメン一年分とゆるキャラぬいぐるみセットを獲得。
- 三浦マイルド
ライブで観客の少女に不審者と思われ防犯ブザーを鳴らされ笑いが起こるが、その後のネタはスベったこと。不合格。

2014年
- やす（ずん）
- 布川敏和
「フッくんです」と名乗っただけで鐘が鳴った（5月に離婚）。2年前の12月23日に元妻が出ていった。前にもこの番組に電話しようと思っていたが、離婚発表前だったので電話できなかった。セルカ棒を獲得。
- 光浦靖子

2015年
- 内田篤人
スタジオでさんまに振られる形で2回披露。ドイツにて試合後帰宅したら空き巣被害に遭ったこと（被害総額は100万円ほど）、その後セキュリティ完備の場所へ引っ越したが、数日後近所の子供から香川真司と間違れられたことを明かした。前者ではアルインコのエクササイズ器具、後者ではコスタ・クルーズ上海クルーズ旅行を獲得するも「毎日リハビリで乗ってる」「（出発日が）シーズン中」という理由で両方とも返上している（クルーズ旅行は後に別の一般参加者が獲得）。
- 藤森慎吾（オリエンタルラジオ）
- 山里亮太（南海キャンディーズ）

2016年
- 石田明（NON STYLE）
名乗っただけで鐘が鳴る（12月（放送の2週間前）に、相方の井上が当て逃げ事故を起こして芸能活動を休止）。自動車（日産・デイズルークス）が既に出た後だったため、「救われたのが、先に車当たって良かったなと。僕が車を当てるわけにいかなかったので」と自虐的なコメントをした。ロレックスのペア時計を獲得。その際、1つは事故の被害者の方に贈ることにしたいと述べた。
- 飯窪春菜（当時モーニング娘。'16）
以前よりさんまに胸がないことをからかわれ続け、他のメンバーが写真集を出す中22歳まで出せなかった。そして、このたび写真集を出すことになったとさんまに話したら「胸のないやつの写真集に価値はないから認めない」と言われた。ボブ・ディランのCDとグッズを獲得。
- 大悟（千鳥）
雑誌フライデーに自身の不倫をスクープされるも、世間では全く話題にならなかった。しかし妻はシンプルに怒っており不倫記事掲載以後、仕事の都合もあり、妻子とは一度も会っていないとのこと。BOSSコーヒー1年分を獲得したが、賞品獲得に対して不満を露わにするようなコメントをした。

2017年
- サツマカワRPG
『さんまのお笑い向上委員会』で行った「不幸話グランプリ」で、最も面白い不幸話をした芸人に選ばれた。不幸話は「1年前に人生で初めてナンパをしたらその相手に「ネズミじゃん」と言われた」。選んだ番号は20番を選択した。この時事前に番号を選んでいたことから、公平を期すため放送直前に木田がくじを引いて抽選したところ木田が提供した「黄金の左手グッズ」を獲得することになるが、「いらない」と拒否した（その後一般参加者が獲得）。
- 板倉俊之（インパルス）
名乗っただけで鐘が鳴る（相方の堤下敦が睡眠薬服用しての運転や追突事故など度重なる不祥事を起こして芸能活動を休止）。コンビとしての仕事が激減した現状に自虐的になり、レオパレス21提供のグアム3泊4日のペア旅行チケットを獲得するも「働きたいときに旅行なんて」と嘆いていた。なお、このチケットは、2018年3月10日放送の『お笑い向上委員会』の中で板倉からカミナリの2人にプレゼントされた[17]。
- あかつ
『お笑い向上委員会』でのネタ披露中に痛風を発症、その模様がVTRで流され合格。自転車を獲得するが、病状だけにさんまが心配そうに尋ねると「石浦関が自転車好きなのでプレゼントする」と答えた。

2018年
- ナダル（コロコロチキチキペッパーズ）
『さんまのお笑い向上委員会』で行った「不幸話グランプリ」で、最も面白い不幸話をした芸人に選ばれたが、話があまりにも長かったためVTRは省略。さんまの要約によれば、「『波の上フェスティバル』に出演するためタクシーで会場に向かったが全く関係ない場所に到着。よく見たら「波の上」というソープランドだった」。パソコンとネット詐欺対策ソフトセットを獲得。
- 山里亮太（南海キャンディーズ）
- グレート義太夫（たけし軍団）
- ISSA（DA PUMP）
前日、さんまと『行列のできる法律相談所』（日本テレビ）で共演し、終了後挨拶に行ったところ、DA PUMPの子供がいるメンバーにさんまからお年玉がもらえたが、来年子供が生まれる自分にはもらえなかった。この時点ではさんまは不合格にしていたが、ISSAが「テレビ観てて、さんまさんと話せたらなって思って」と、電話を掛けた理由を言ったことで合格。ロッテのお菓子詰め合わせを獲得。ISSA自身は本当に電話が繋がるとは思わず、Twitterでその喜びを語っている[18]。
- 松井珠理奈（当時SKE48）
この年のシングル選抜総選挙で1位になったものの、直後に体調不良で休養し、発売されたシングルのジャケットには、自分の顔が青空の写真に差し替えられていた。この時点では不合格だったものの、ISSAが言った「さんまさんと話したかった」でネタをかぶせたことで合格。ムラサキスポーツのスノーボードセット（男女ウェアとスノーボード）を獲得。92回電話をかけ続けたことも明かしている[19]。

2019年
- 柴田英嗣（アンタッチャブル）
『さんまのお笑い向上委員会』で行った「不幸話グランプリ」で、最も面白い不幸話をした芸人に選ばれた。不幸話は「この年の27時間テレビの通し企画に抜擢されたと思ったら、実際の出演は最後の2時間で、27時間中25時間楽屋で一人寂しく過ごしていた」。この年の終わりに『THE MANZAI』で相方の山崎弘也と再びコンビを組んで10年ぶりに漫才を披露し、コンビとしての活動を10年ぶりに再開したことにちなんで10番を選択したがハズレを引いた。柴田は「これ以上幸せになっては」と返している。
- 山内健司（かまいたち）
この年のM-1グランプリ決勝出場3日前にアリスと共演したので興奮のあまり代表曲の「チャンピオン」を聞いて決勝当日まで気分を高めていたが、結果はミルクボーイに敗れ2位に終わる。改めて「チャンピオン」の歌詞を調べたら「ボクシングのベテランチャンピオンが若き挑戦者に敗れゆく姿を表現した曲」で、結果的に自分たちもその状況を再現していた。雲仙温泉旅行を獲得。ちなみに山内は学生時代からこの番組に電話をかけ続けており、一度スタッフが話を聞いたことがあったもののその時は最終的に電話がかかってこず、今回ようやく悲願を達成した[20]。

2020年
- 小川みすず[21]
この年CDデビューを果たした演歌歌手で、一般投稿で採用。歌手を志して10年前に上京し、新人オーディションを経てようやく3月にCDリリースにこぎ着けたが、コロナ禍の影響でキャンペーンが打てず、デビュー曲のタイトルである「何でやねん」という状態に。この後さんまに促される形でその歌を電話越しに披露し、その上手さが評価され合格、ハイアールの家電セットを獲得。
- チャンス大城
『さんまのお笑い向上委員会』で行った「不幸話グランプリ」で、最も面白い不幸話をした芸人に選ばれた。不幸話は「この年初めの冬に映画『東京アディオス』に出演し、いわく付きの物件で濡れ場のシーンを撮影していたところ異音が生じて撮影中断。何の音かと思っていたら自分の股間に貼った前張りがはがれる音だった」。コアラマットレスのマットレス・ベッドセットを獲得。
- 峯岸みなみ（当時AKB48）
芸能人専用ではなく一般人用ダイヤルに電話をかけて出演。昨年末にAKB48の第1期生としては最後となるグループからの卒業を発表し、4月に卒業コンサートを行う予定だったがコロナ禍の影響で延期に。コンサートが終わるまで禁酒を決め本当なら117日くらいで終わる予定が、コンサートが延期したままなのでこの日の時点で禁酒が382日目になってしまった。合格の鐘が鳴った後「卒業詐欺じゃないか」と囁かれているともこぼしている。高級肉20kgと当時さんまがCMキャラクターを務めていた創味食品のセットを獲得し、「後輩達に振る舞う」と喜びの声を上げていた[22][23]。

2021年
- 山野さと子
合格時に鐘と共に流れる「おめでとうクリスマス」を歌っている歌手。友人から長年この番組で曲が使われていることを知らされ、今回応募して電話出演し歌声を披露。不幸話ではないが合格の鐘が鳴り、ザ・プレミアム・モルツのセットを獲得した際にも生で歌唱した[24][25]。
- 鈴木もぐら（空気階段）
『さんまのお笑い向上委員会』で行った「不幸話グランプリ」で、最も面白い不幸話をした芸人に選ばれた。不幸話は「テイクアウトしたすた丼をビールを買いに立ち寄ったスーパーのサッカー台に置いていたらいつの間にか失くなっており、見回すと酔ったおじさんに持っていかれていた。文句を言うと『こんな所にすた丼があるから焦った』と逆に怒られた」。村上ショージが生放送中に描いた寅の絵を獲得[26]。
- 大黒摩季
『ホンマでっか!?TV』に出演後、トークの内容から周囲の若者からいろいろ気遣われるようになってしまい、『アウト×デラックス』でのマツコ・デラックスとのトーク以降それが加速し距離を置かれるようになり、さらに今年母も他界した状況で大晦日が誕生日なのに年末年始仕事がなく一人でさみしく過ごしている。同情した八木が鐘を鳴らして合格、ゲーミングチェアとNintendo Switchのセットを獲得[26]。
放送時ネット上では大黒の話の内容がぐだぐだだったことから批判が集まったが、翌年大黒が日本テレビ『踊る!さんま御殿!!』にゲスト出演した際や、さんまもMBSラジオ『ヤングタウン土曜日』でも触れており、大黒はディナーショーが行われるホテルでテレビをつけたとき番組が放送されており、さみしさのあまりさんまと話したいと思って88回かけ続けたものの、この時飲酒状態だったことや、さんまもオチに上手く持っていこうとしてさらに滑った状態になっていったと語っている[27][28]。

2022年
- 岸健之助（ネルソンズ）
『さんまのお笑い向上委員会』で行った「不幸話グランプリ」で、最も面白い不幸話をした芸人に選ばれた。不幸話は「電車に乗っていると小学生がネルソンズの動画を見ているので、覗き見るとその子から「ネルソンズ知ってる?」と話しかけてきたので「知ってるよ」と答え、「名前分かる?」と和田まんじゅう・青山フォール勝ちと指さしてきたので答えたら、自分を指した際に「こいつむずいよ」と言ってきた」。レグザの55V型有機ELテレビを獲得。
- 柿澤勇人
この年の大河ドラマ『鎌倉殿の13人』に源実朝役で出演したものの、最大の見せ場となった実朝が暗殺される第45回「八幡宮の階段」（11月27日放送）が『2022 FIFAワールドカップ 日本対コスタリカ戦』（テレビ朝日）と被ってしまい作品で一番低い視聴率になった。また、登場して間もない頃に歩き巫女を演じた大竹しのぶの怪演が話題となって、自分に関する話題が食われてしまった。この時八木が大竹の演技のものまねをしたことでさんまに受け合格。スノーボードセットを獲得[29]。

2023年
- 高野正成（きしたかの）
『さんまのお笑い向上委員会』で行った「不幸話グランプリ」で、「僕、シュークリームが好きなんですよ」と言っただけで合格の鐘が鳴り、オチを話すことなく最も面白い不幸話をした芸人に選ばれた。今回の番組でさんまから話の続きをするよう促されたが、高野は再び「僕はシュークリームが好きなんですよ」と話し始めたため鐘が鳴り、結局オチは明かされなかった。その後パネルを開けるもハズレを引き賞品獲得はならなかった[30][31]。
- ジョニー志村
この年タモリのものまねでブレイクしたものまね芸人。『FLASH』のネクストブレイク芸人ランキングで1位になったものの、記事に載せられた写真が同じくこの年志村けんのものまねでブレイクしたレッツゴーよしまさの写真であった[32]。アルカディアリゾート宮古島ディナー付きプライベート宿泊券を獲得[30][33]。

2024年
- 中津川弦[34]
『さんまのお笑い向上委員会』で行った「不幸話グランプリ」で、不幸話は「お笑い向上委員会に出演してから、近所の人にお笑い芸人と認知されるようになったが、「ごめんね、芸人さんなのにサインもらわなくて」と謝られてしまった」。このとき「芸人も果物も「うれない」ことには酸っぱい思いをする」とオチをつけたことが受けて合格、最も面白い不幸話をした芸人に選ばれた。岡山の和牛肉といちごのセットを獲得するも、直後に披露した小話のオチで緊張の余り噛んで滑ってしまい、さんまがダメ出しとともに賞品を没収すると発言している[35]。
- 樋口新葉（フィギュアスケート選手）
夏に友人と出かけた際、足を踏まれて爪がはがれて血だらけになった。また、直近に出場した全日本選手権では演技中に足が攣ったものの3位に入った。さんまが「わざわざ電話をかけてくれたし、合格じゃないねんけど、どうします?」と問いかけると「どうしましょうか!」と元気よく返したことが受け合格。三重県きほく千年温泉宿泊券を獲得[36]。

## 放送データ
| 回     | 放送年 | 放送日   | 放送曜日 | 放送時間（JST） | 放送タイトル |
| ------ | ------ | -------- | -------- | --------------- | --- |
| 第1回  | 1990年 | 12月25日 | 火曜日   | 0:30 - 2:00     | 明石家サンタの史上最大のプレゼントショー 第1回放送・1990年代最初の放送                                                               |
| 第2回  | 1991年 | 3月28日  | 土曜日   | ?               | 明石家サンタの史上最大のプレゼントショー “春なのに”編 初のクリスマス以外の放送                                                       |
| 第3回  | 1991年 | 5月31日  | 金曜日   | ?               | 明石家サンタの史上最大のプレゼントショー “梅雨入り”編                                                                                |
| 第4回  | 1991年 | 10月2日  | 水曜日   | ?               | 明石家サンタの史上最大のプレゼントショー “今はもう秋”編                                                                              |
| 第5回  | 1991年 | 12月25日 | 水曜日   | 1:00 - 3:00     | 明石家サンタの史上最大のクリスマスプレゼントショー                                                                                   |
| 第6回  | 1992年 | 4月9日   | 木曜日   | 0:40 - 2:10     | 明石家サンタの史上最大のプレゼントショー “また春なのに”編                                                                            |
| 第7回  | 1992年 | 8月17日  | 土曜日   | ?               | 明石家サンタの史上最大のプレゼントショー “まだ夏なのに”編                                                                            |
| 第8回  | 1992年 | 12月26日 | 土曜日   | 1:15 - 2:45     | 明石家サンタの史上最大のクリスマスプレゼントショー                                                                                   |
| 第9回  | 1993年 | 12月28日 | 火曜日   | 1:35 - 3:05     | 明石家サンタの3日遅れのクリスマスプレゼントショー                                                                                    |
| 第10回 | 1994年 | 12月31日 | 土曜日   | 21:00 - 23:30   | （テレビの鉄人!大晦日の祭典スペシャル・第2部） 明石家サンタの史上最大のクリスマスプレゼントショー “大晦日なのに…”編                  |
| 第11回 | 1996年 | 1月1日   | 月曜日   | 0:30 - 4:00     | 明石家福禄寿の史上最大のプレゼントショー “正月なのに…”編                                                                             |
| 第12回 | 1996年 | 12月28日 | 土曜日   | 0:50 - 3:00     | 明石家サンタの3日遅れのクリスマスプレゼントショー'96 新宿区・河田町旧社屋スタジオから最後の放送 平成時代でクリスマス以外最後の放送   |
| 第13回 | 1997年 | 12月25日 | 木曜日   | 0:40 - 2:40     | 明石家サンタの史上最大のクリスマスプレゼントショー'97 港区・台場新社屋スタジオから最初の放送                                         |
| 第14回 | 1998年 | 12月25日 | 金曜日   | 0:50 - 3:20     | 明石家サンタの史上最大のクリスマスプレゼントショー'98                                                                                |
| 第15回 | 1999年 | 12月25日 | 土曜日   | 0:40 - 3:10     | 明石家サンタの史上最大のクリスマスプレゼントショー'99 1990年代最後の放送 八木亜希子、フジテレビアナウンサーとして最後の放送          |
| 第16回 | 2000年 | 12月25日 | 月曜日   | 1:25 - 3:25     | 明石家サンタの史上最大のクリスマスプレゼントショー2000 2000年代最初の放送 八木亜希子、フリーアナウンサーとして最初の放送             |
| 第17回 | 2001年 | 12月25日 | 火曜日   | 0:30 - 3:00     | 明石家サンタの史上最大のクリスマスプレゼントショー2001                                                                               |
| 第18回 | 2002年 | 12月25日 | 水曜日   | 1:10 - 3:40     | 明石家サンタの史上最大のクリスマスプレゼントショー2002                                                                               |
| 第19回 | 2003年 | 12月25日 | 木曜日   | 1:05 - 3:05     | 明石家サンタの史上最大のクリスマスプレゼントショー2003                                                                               |
| 第20回 | 2004年 | 12月25日 | 土曜日   | 0:55 - 2:55     | 明石家サンタの史上最大のクリスマスプレゼントショー2004                                                                               |
| 第21回 | 2005年 | 12月25日 | 日曜日   | 1:45 - 3:45     | 明石家サンタの史上最大のクリスマスプレゼントショー2005                                                                               |
| 第22回 | 2006年 | 12月25日 | 月曜日   | 0:15 - 2:45     | 明石家サンタの史上最大のクリスマスプレゼントショー2006                                                                               |
| 第23回 | 2007年 | 12月25日 | 火曜日   | 0:50 - 3:05     | 明石家サンタの史上最大のクリスマスプレゼントショー2007                                                                               |
| 第24回 | 2008年 | 12月25日 | 木曜日   | 1:05 - 3:05     | 明石家サンタの史上最大のクリスマスプレゼントショー2008                                                                               |
| 第25回 | 2009年 | 12月25日 | 金曜日   | 0:35 - 2:35     | 明石家サンタの史上最大のクリスマスプレゼントショー2009 2000年代最後の放送                                                            |
| 第26回 | 2010年 | 12月25日 | 土曜日   | 1:05 - 3:05     | 明石家サンタの史上最大のクリスマスプレゼントショー2010 2010年代最初の放送                                                            |
| 第27回 | 2011年 | 12月25日 | 日曜日   | 1:15 - 3:15     | 明石家サンタの史上最大のクリスマスプレゼントショー2011                                                                               |
| 第28回 | 2012年 | 12月25日 | 火曜日   | 1:10 - 3:10     | 明石家サンタの史上最大のクリスマスプレゼントショー2012                                                                               |
| 第29回 | 2013年 | 12月25日 | 水曜日   | 0:40 - 2:40     | 明石家サンタの史上最大のクリスマスプレゼントショー2013                                                                               |
| 第30回 | 2014年 | 12月25日 | 木曜日   | 0:45 - 2:45     | 明石家サンタの史上最大のクリスマスプレゼントショー2014                                                                               |
| 第31回 | 2015年 | 12月25日 | 金曜日   | 0:35 - 2:35     | 明石家サンタの史上最大のクリスマスプレゼントショー2015                                                                               |
| 第32回 | 2016年 | 12月25日 | 日曜日   | 1:45 - 3:45     | 明石家サンタの史上最大のクリスマスプレゼントショー2016                                                                               |
| 第33回 | 2017年 | 12月25日 | 月曜日   | 1:00 - 3:00     | 明石家サンタの史上最大のクリスマスプレゼントショー2017                                                                               |
| 第34回 | 2018年 | 12月25日 | 火曜日   | 1:10 - 3:10     | 明石家サンタの史上最大のクリスマスプレゼントショー2018 平成最後の放送                                                                |
| 第35回 | 2019年 | 12月25日 | 水曜日   | 0:25 - 2:25     | 明石家サンタの史上最大のクリスマスプレゼントショー2019 令和最初の放送・2010年代最後の放送 八木亜希子、番組初の欠席、代役に中野美奈子 |
| 第36回 | 2020年 | 12月25日 | 金曜日   | 1:05 - 3:05     | 明石家サンタの史上最大のクリスマスプレゼントショー2020 2020年代最初の放送 八木亜希子、番組復帰。                                     |
| 第37回 | 2021年 | 12月25日 | 土曜日   | 1:25 - 3:25     | 明石家サンタの史上最大のクリスマスプレゼントショー2021                                                                               |
| 第38回 | 2022年 | 12月26日 | 月曜日   | 0:50 - 2:50     | 明石家サンタの史上最大のクリスマスプレゼントショー2022 令和時代でクリスマス以外初の放送                                              |
| 第39回 | 2023年 | 12月25日 | 月曜日   | 0:50 - 2:50     | 明石家サンタの史上最大のクリスマスプレゼントショー2023 2年ぶりにクリスマスイブ深夜の放送                                             |
| 第40回 | 2024年 | 12月25日 | 水曜日   | 0:25 - 2:25     | 明石家サンタの史上最大のクリスマスプレゼントショー2024                                                                               |

1994年は『テレビの鉄人!大晦日の祭典スペシャル』の第2部として放送。1995年は年内の放送がなく、代わりに1996年1月1日に切り替わってから放送。明石家サンタではなく、「明石家福禄寿」という七福神のひとつのキャラになって番組を進行していた。しかし、トークの内容は従来と変わらず。

## 賞品
合格者は賞品を20 - 30枚（年によって変動していたが、2007年以降は25枚に固定）のパネルの中から選ぶシステムになっている。賞品は海外旅行や自家用車（2018年以降は自家用車のみ賞品に含まれなかったが、2021年は賞品のラインナップに入っている）、ダイヤモンドやプラズマテレビなど、豪華な品揃えを誇る。ただし、ハズレが1、2枚入っている。
ほとんどの賞品はスポンサーとのタイアップであり、1998年にセガのゲーム機・ドリームキャストが賞品にされた際には、当時CMなどで話題になっていた湯川専務が生出演した。
1995年から1999年の合格賞品でさんま自身が不気味だという木彫りの人形「いらない置物」が賞品に並んでいた。1995年には加藤紀子、1996年には堀江淳、1997年には中居正広がそれぞれ獲得したものの、芸能人の間で皆、不気味だという理由で何度も返品されて、1999年に一般の参加者が獲得するまで毎年賞品に並んでいた。
村上ショージは毎年賞品を提供しているが、ショージ自らが描いた水墨画や筆字等であるため誰も欲しがらず、事実上ほぼハズレに近い。木田優夫はサイン入りの野球グッズや直筆イラスト等の賞品を提供している。
| 放送年 | パネル数/合格者/ハズレ                    | 村上ショージ                                                                                                 | 木田優夫 | その他タレントから |
| ------ | ----------------------------------------- | --- | --- | --- |
| 1997年 | 30枚/14人/3枚（1人）                      | ギャグ（○）                                                                                                  | 木田選手のあなたの似顔絵とサイン（○） | 堀江淳のいらない置物（○） |
| 1998年 | 30枚/15人/3枚（1人）                      | 山中伊知郎著「村上ショージVS剛州」（○）                                                                      | アメリカ土産（×） | 湯川元専務グッズ（○） 中居正広のいらない置物（×） |
| 1999年 | 30枚/18人/1枚（1人）                      | ギャグとダメダメグッズ（○）                                                                                  | サイン入りボール（×） | 元はさんまのいらない置物（○） さん・たま・みーのNY土産（×） 間寛平の本（○） |
| 2000年 | 20枚/15人/なし                            | ギャグ（○）                                                                                                  | オリジナルグッズ（○） | さん・たま・みーの浅田美代子の似顔絵（×） |
| 2001年 | 25枚/12人/1枚（0人）                      | 村上ショージのおもしろブック（×）                                                                            | オリックス二軍時代のユニフォームと 発声が良くなるCD（×） | 城島茂のナメクジの着ぐるみ（×） 安藤優子の光がハートに見えるメガネと 時計とニュースで読んだ原稿（×） 内田恭子アナの本の朗読（○） 川端健嗣アナの本の朗読（×）                                                           |
| 2002年 | 25枚/13人/なし                            | 村上ショージ推薦のやかん（×）                                                                                | 使うはずだったグローブとスパイク（○） | 小林正寛の舞台のチケットとおならの音（×） |
| 2003年 | 20枚/10人/1枚（0人）                      | 癒し系手作りのプレゼント（×）                                                                                | 使用済み飛行機のチケットと ジャケットデザインをしたCD（○）                                                                                                   | JRAの競馬観戦券と さんまとCM共演ができる権（○） |
| 2004年 | 20枚/9人/1枚（1人）                       | 来年幸せになれる水墨画（○）                                                                                  | 友人、野茂の NOMO Baseball Clubのオリジナルグッズ（×） | なし |
| 2005年 | 20枚/11人/1枚（1人）                      | 引越し時に出てきた ダメダメボーイズの衣装と 明石家マンション物語の スタッフジャンパーと サンタ4コマ漫画（○） | 所属していたシアトルマリナーズの 優勝記念Tシャツと ヤクルトスワローズ応援グッズ（×）                                                                         | 武豊のサイン入り ディープインパクトのゼッケンと 全国競馬場グルメセット（○） |
| 2006年 | 20枚/12人/1枚（0人）                      | オリジナル目覚まし時計（○）                                                                                  | 応援ミニビニール傘（○） | 武豊のサイン入り ディープインパクトのゼッケンと 全国競馬場グルメセット（○） |
| 2007年 | 25枚/13人/2枚（2人）                      | 村上ショージに会って 一緒に打ちっぱなしに行ける権& 村上ショージのホールインワン記念 オリジナルパター（○）    | 木田選手に会える 2008年木田初登板試合招待券（○） | 東国原英夫宮崎県知事の 宮崎県名産品セット（×） ビヨンセのライブDVDと会える権（×） |
| 2008年 | 25枚/11人/2枚（1人）                      | 特製ギャグ しょうゆうこと醤油瓶と しょうゆうことボイスストラップ（×）                                        | アメリカシアトルで共同経営している 日本食レストラン『雅』のオリジナルグッズ（○）                                                                             | 西川貴教も推薦する滋賀県の特産品セット（○） 今年の夏さんまさんが司会をした FNS27時間テレビの思い出グッズ（×） |
| 2009年 | 25枚/15人/2枚（0人）                      | オーナーを務める 『炭火焼鳥 くっくどぅ〜ん』のお食事券と DVD『ベストは尽くしました。』10枚セット（×）        | 日本ハムファイターズの マスコットブリスキー・ザ・ベアーの 応援グッズとハム（○）                                                                              | なし |
| 2010年 | 25枚/15人/2枚（2人）                      | 2011年1月25日の『ワンコインライブ 村上ショージ単独ライブ』 チケット100名様分（×）                            | 日本ハムファイターズの寮のスリッパと マスコットブリスキー・ザ・ベアーの 応援グッズと木彫りの熊のセット（×）                                                  | なし |
| 2011年 | 25枚/13人/2枚（1人）                      | 出演の映画『カラスの親指』 エキストラ出演権と 出演者サイン入り台本（○）                                      | 日本ハム新監督栗山英樹との共著書 『DAKY〜僕のサムライ野球〜』と 木彫りの熊のセット（○）                                                                      | レディー・ガガのサイン入りグッズ（×） |
| 2012年 | 25枚/13人/2枚（1人）                      | ポケットティッシュ100個 世界に2つしかないパーカーと Tシャツ（×）                                             | 石川ミリオンスターズのグッズと 餃子とラーメンの詰め合わせ（○）                                                                                               | ローリング・ストーンズのグッズ（○） |
| 2013年 | 25枚/13人/2枚（1人）                      | ゴルフ大会でもらったパワーストーン（×）                                                                      | 石川ミリオンスターズのグッズと 『木田優夫のプロ野球選手迷鑑』セット（○）                                                                                     | 八木亜希子の自著本と 本人の朗読（○） エリック・クラプトンのライブチケットとギター（○） |
| 2014年 | 25枚/12人/2枚（0人）                      | 電気スタンドとギャグ（○）                                                                                    | 引退グッズ（×） | なし |
| 2015年 | 25枚/12人/2枚（1人）                      | 直筆の絵皿と バターぬりえ直筆のイラスト色紙（○）                                                             | 大谷翔平等身大タペストリーと 日本ハムグッズと北海道土産（×）                                                                                                 | 松尾伴内セレクト男女兼用&5.5分袖ブラウス（×） 内田篤人サイン入りスパイクと写真（○） ミランダ・カーおすすめ サマンサタバサのバッグ（×） マドンナのライブチケットとグッズ（○） 「火花」他、又吉直樹の著書本と推薦本（×） |
| 2016年 | 25枚/人/2枚（0人）                        | シングル「浅草キッド」（原曲:ビートたけし）のサイン入りCDと 野菜（○）                                        | 日本ハム選手会制作の絵本と 世界に一つしかない木田制作の絵本のセット（○）                                                                                     | 松尾伴内セレクト男女兼用&5.5分袖ブラウス（○） ボブ・ディランのCDとDVDとグッズ（○） 前田政二の著書本と 八木亜希子の自著本と 三宅恵介の著書本のセット（×）                                                               |
| 2017年 | 25枚/15人/1枚（1人）                      | 放送時間中に制作した盆栽（○）                                                                                | ドラフト会議で 清宮幸太郎内野手を引き当てた記念で制作・販売された 木田の左手を元にした「黄金の左手」グッズセットと 交渉権獲得のくじが封入されていた封筒（○） | オースティン・マホーンワールドツアー 日本公演のチケットとグッズのセット（×） |
| 2018年 | 25枚/15人/2枚（1人が2回連続で引き当てる） | 直筆コメント入りカレンダー（×）                                                                              | 観光大使を務める国分寺市の名産品セット（○） | レディー・ガガのサイン色紙と主演映画のチケットおよびサウンドトラックCDのセット（○） |
| 2019年 | 25枚/12人/2枚（1人）                      | 村上ショージが経営するバーでの90分飲み放題招待券（○）                                                        | 北海道日本ハムファイターズオフィシャルファンクラブ入会権とファイターズグッズ（○）                                                                            | なし |
| 2020年 | 25枚/13人/2枚（2人）                      | 村上ショージ名前入りパターと村上ショージイラスト入りゴルフボール（×）                                        | 北海道日本ハムファイターズ 二軍球場の鎌ヶ谷スタジアムを盛り上げる「DJチャス」の非売品グッズ（×）                                                             | なし |
| 2021年 | 25枚/13人/3枚（2人）                      | 放送時間中に作成した2022年寅年を幸せに過ごせる寅の絵（〇）                                                   | 北海道日本ハムファイターズのチームジャージ（×） | なし |
| 2022年 | 25枚/13人/1枚（0人）                      | 放送時間中に色付けする縁起ダルマと別荘招待券（○）                                                            | オリジナルグッズセット（×） | なし |
| 2023年 | 25枚/14人/2枚（2人）                      | ショージモデルギター（×）                                                                                    | エスコンフィールドグッズ（〇） | なし |
| 2024年 | 25枚/10人/不明（0人）                     | 笑顔のジグゾーパズル（×）                                                                                    | ファンクラブ特典セット（×） | なし |

※（○）は合格者にプレゼント。

## 一般参加者の主な不幸話とその結果
| 年                      | 参加者 | 内容 | 結果                          |
| ----------------------- | --- | --- | ----------------------------- |
| 1994年                  | 男性 | 付き合っている彼女が裏番組『ダウンタウンの裏番組をブッ飛ばせ!!』（日本テレビ系列）で裸踊りをしていた。 | 合格                          |
| 1994年                  | 男性 17歳 | 家庭の都合で離れた場所に住んでいる実兄が8月の夏休みに実家へ久々に帰郷し兄弟水入らずの時間を過ごしていた際に、プロレスごっこをすることになった。その際に兄が不自然に妙に股間を狙い摩ってきたため性的な意味で感じてしまった。という不幸話を兄がホモだった。として電話。さんまはプロレスに股間を狙う技があることを承知で「それは兄弟愛やないかい!」と確認と注意をしたが、「ネタとして感じたの?」と質問すると、「感じました」と即座に回答したためさんまが「君がホモやないかい!君がホモや!」と指摘の上で合格の鐘が鳴った。 八木さんのファンですのくだりが初登場。葉書にそれまでの当番組歴代参加者にはいなかった八木さんのファンと書いてあり、さんまが「何?八木が好きなの?どーゆーところがええの?」と質問したところ、「いやっ、別に。」と答えたことが爆笑の渦になり、以降恒例の事案となった。 | 合格                          |
| 1996年 （明石家福禄寿） | 女性 | さんまが間違い電話をしてしまい、まるで事情が判っていない無関係の年配女性が出る。 間違い電話と判るも「お母さん、大晦日やのに一人で何してるの?」と訊ねるさんまに対し「ジグソーパズル」と答えて合格の鐘が鳴り、パネルの番号をめくると目玉賞品の自動車（三菱・ミラージュアスティ）を引き当てた。 | 合格                          |
| 1996年 （明石家サンタ） | 男性 | あまり借りたことがないアダルトビデオを初めて借りたときのビデオのタイトルが、「女教師調教」「看護婦調教」「女子アナ調教」と調教ものばかりであった。 | 合格                          |
| 1996年 （明石家サンタ） | 男性 | 加藤紀子と「同じ置物」が家にある。 | 合格                          |
| 1997年                  | 男性 | サッカー日本代表が初めてFIFAワールドカップ出場（1998年フランス大会）を決めた翌日、朝一番で再びその喜びのニュースを見ようとテレビをつけたら、トップニュースが自分の勤めていた北海道拓殖銀行の倒産のニュースだった。 | 合格                          |
| 1997年                  | 男性 | 自分の両親の喧嘩の原因が、「子供をどちらが引き取るかについて」だった。 | 合格                          |
| 1997年                  | 男性 | 島根県（山陰中央テレビ）ではこの番組が放送していなかったため「寂しかったぁ」と発言。 | 合格                          |
| 1998年                  | 男性 | 自分は包茎なのに、息子は生まれた時から剥けていた。 （さんまは鐘を鳴らしかけたが、八木に奪われ阻止される） | 不合格                        |
| 2003年                  | 男性 | 福岡の公園で、デートの約束をした女性を5時間以上待っているが、まだ来ない。 | 合格                          |
| 2005年                  | 男性 | 付き合い始めた彼女が、まだ何もしていないのに妊娠した。 | 合格                          |
| 2005年                  | 女性 | 父の遺品で見つかったヌード写真集が数十円にしかならなかった。 | 合格                          |
| 2005年                  | 男性 | 妻が美容整形をしていた。 （合格したがハズレを引いてしまう） | 合格                          |
| 2006年                  | 男性 | 結婚式当日、新婦側の両親も会場に来ていたのに、新婦だけが所在不明となった。のちに新婦側親族が発見し、実は二股で、土壇場で別の男と逃げたことがわかった。 | 合格                          |
| 2007年                  | 男性 | 妻と喧嘩の末、妻に包丁で3cm程お尻を刺されてしまい警察に通報。病院に行ったが警察官から「刺されたことを絶対に言わないでください」となぜか口止めされた。さらに妻が子供を連れて出て行ってしまった。 | 合格                          |
| 2007年                  | 男性 | 本名が「むらかみ しょうじ」。パーティで同席した大相撲の安芸ノ島に似た女性から「名前負けしてるわね」と言われた。 | 合格                          |
| 2007年                  | 男性 | 参加者は以前、この番組で妻が美容整形をしていることをカミングアウトしている。 美容整形した妻に「外見だけじゃなく内面も整形しろ」と言ったところ、妻が出て行ってしまい、六本木のクラブで働いていた。その妻は常連客とできちゃった結婚をしていた。 | 合格                          |
| 2007年                  | 男性 | 合コンの王様ゲームで王様になった一番キレイな女性から、「お前帰れ!」と言われた。 | 合格                          |
| 2007年                  | 男性 | 家にテレビアンテナが付いていない。 （ビリーズ・ブートキャンプのDVDを引き当てたが、男性の自宅にはDVDを再生できる機器がなかった） | 合格                          |
| 2007年                  | 男性 | 携帯電話の着信履歴を見たら、最後の着信が今年の6月だった。 | 合格                          |
| 2007年                  | 女性 | 真面目で尊敬していた父が亡くなったため遺品整理をしていたら、押入れから女性モノのパンティが大量に見つかった上に、女性の名前と陰毛がコレクションされたアルバムが出てきた。 （ハズレを引いてしまうが、さんま・八木から「一番かわいそう」という理由で「スタッフのお気持ちセット」がプレゼントされる） | 合格                          |
| 2008年                  | 女性 38歳 | 「既に5人の子供がいるのに夫が会社をリストラされた」と語った後、「話の続き（応募葉書に書いた内容）は、さんまさんから主人に伝えて下さい」と依頼。さんまが言われたとおり「心して聞いて下さい…。『今、6人目の子がお腹にいます』」と、妻共々視聴していた夫へテレビ画面越しに伝えた。夫は動揺し暫く会話にならなかった。 （夫が6番を引いたところ、ウェディングドレスを当てた） | 合格                          |
| 2008年                  | 男性 | クリスマス前に離婚し、離れ離れに暮らしている息子から電話で「クリスマスプレゼントは要らない」と言われた。理由を問うと、息子は既に「新しいパパが欲しい」と願いを書いていた。 | 合格                          |
| 2008年                  | 女性 | 彼氏とは遠距離恋愛中だったが、ある夜「そんなに好きでもない」さんまに「激しく抱かれる夢」を見たと彼氏に言ったら、気持ち悪がられ別れた。その後に体調を崩し婦人科にも診察してもらったところ「想像妊娠でしょう」と言われたが、彼氏とは遠距離だからそうなる覚えはなく、あれはきっとさんまさんとのことからだったと思う。 | 合格                          |
| 2008年                  | 女性 | 母とおばが村上ショージ独演会を楽しみにして観に行ったのに「肝心の村上が出てこなかった」と憤慨しながら帰ってきた。 （合格するもハズレを引いてしまう） | 合格                          |
| 2008年                  | 女性 | 15 - 6年くらい前、さんまと逸見が司会の番組でバルセロナオリンピック観戦ツアー招待の抽選ハガキに当選したが、CM明けにハガキは抽選箱に戻されて他のハガキと混ぜられてしまった。当時中学生だった私は「大人って汚いなー」と、思った。 | 合格 （三宅恵介の判断により） |
| 2009年                  | 男性 33歳 | コンビニで立ち読みをしていたら、顔は幼かったが体の大きな中学生が「ちょっとこっちに来い」と言ってきたので付いていったら「お前どこ中だよ?」と言われ、あまりの衝撃に言い返せなくなって中学生のフリをしてしまった。挙句の果てにカツアゲされた。 | 合格                          |
| 2009年                  | 女性 22歳 | ほっしゃん。の鼻から、うどんをすする芸を見て挑戦したら、うどんが入ったは良いが出てこなくなった。 | 合格                          |
| 2009年                  | 女性 20代 | 自動車関係の会社の社長が不況であやしい宗教にハマって社員が勧誘された。他にも社内の女性と不倫していた社長。許せなくて会社の同僚女子3人で不倫した社長に抗議をしたらクビになった。 | 合格                          |
| 2009年                  | 男性 31歳 | 両親が熟年離婚し父と2人暮らしだった。タイ旅行をプレゼントして帰ってきて、父がタイに行った際結婚したいという女性を見つけてきたと話していた。が、2人でテレビの画面を見ていると、はるな愛が優勝した『ミス・インターナショナル・クイーン 2009』のニュース映像で、はるな愛の隣にその女性（ニューハーフだった）が映っていた。その女性が父が結婚したい人だった。 | 合格                          |
| 2009年                  | 女性 19歳 | さんまの引き笑いのまねをしていたら、過呼吸を起こして病院送りになった。 | 合格                          |
| 2010年                  | 男性 31歳 | 5年間同棲。6年間付き合っていた彼女が自分に対して、ずっと偽名を使っていた。彼女の両親と電話で話をしていて、名前が違うことがわかった。 | 合格                          |
| 2010年                  | 男性 35歳 | 自分の教えていた女子生徒が元カノの妹だった。最終的にその職場をクビになった。 | 合格                          |
| 2010年                  | 男性 50歳 | 自分の知らない間に会社の忘年会が終わっていた。 | 合格                          |
| 2010年                  | 女性 39歳 | 出会い系サイトでさんまを名乗る男性に現金の振り込みを要求され、それを信じてしまい10万円相当の金品を騙し取られた。 | 合格                          |
| 2010年                  | 男性 30歳 | 今年の1月、隠れ家風をめざして居酒屋を開店したが、隠れすぎて客が来ず閉店した。 | 合格                          |
| 2010年                  | 男性 24歳 | 会社を経営していた父親は会社経営が苦しくなり会社のお金を持ち逃げして失踪していたが、結婚相手の両親に挨拶しに行ったら彼女の父が離婚した自分の父親だった。 （自分の実母・継父には未報告） | 合格                          |
| 2011年                  | 女性 31歳 | 夫の両親に子供の写真を見せようとSDカードをテレビに差してスライドショーがTVに映し出されたのは、夫婦でふざけて撮った自分の全裸画像が大写しになった。 | 合格                          |
| 2011年                  | 男性 10歳 | 捻挫した。友達に押されて弁当をこぼした。ほかに、友達が1人しかいなかったことなど。 | 合格 （ギリギリ）             |
| 2011年                  | 女性 40歳 | 参加者は、2008年に、夫が会社をリストラされ、さらに自身が6人目の子供を身籠っていることをカミングアウトし、ウェディングドレスを引き当てている。 夫が無事再就職することができたが、その職場で女子社員と浮気し、それが原因で離婚。シングルマザーで、6人の子供を育てている。その後、今年7月に、元夫から「結婚しました」というハガキが届き、そのハガキの写真を見てみると、この番組で当てたウェディングドレスを元夫の浮気相手が結婚式で着ていた。 | 合格                          |
| 2011年                  | 女性 40歳 | 前に付き合っていたフリーターの彼氏に1000万円貸したが返ってこない。催促しているが1万5千円しか返ってきていない。 | 合格                          |
| 2011年                  | 男性 35歳 | 妻からオムライスにケチャップで浮気相手の名前を記された。その後、妻とは別居し浮気相手とは破局。 | 合格                          |
| 2011年                  | 男性 33歳 | 4歳の息子に村上ショージのDVDを見せたら、村上ショージの「"ドゥーン"」にハマり。 幼稚園のクリスマスツリーの短冊に「"ドゥーン" がうまくなりますように」と書いてあった。 （ちなみに引き当てた賞品は、村上ショージ出演映画のエキストラ出演権だった） | 合格                          |
| 2011年                  | 男性 21歳 | 彼女が携帯に登録している自分の名前が「ドン・キホーテ上野店」だった。 | 合格                          |
| 2011年                  | 女性 28歳 | 自身が勤務する小学校で生徒の前で、シルクハットから鳩が飛び出す手品をしていたらシルクハットの中の鳩が熱中症で死んでいた。 以後、死鳩先生という不名誉なあだ名を付けられた。 | 合格                          |
| 2011年                  | 男性 81歳 | 80にして五十肩になり湿布を貼るも、寝ている間に変な場所へ移動してしまう。 | 合格                          |
| 2012年                  | 女性 | 今年8月に離婚し名字が旧姓に戻ったが、その旧姓が「新妻」だった。 | 合格                          |
| 2012年                  | 女性 | 今年離婚裁判をしたが、その場所が高嶋政伸・美元元夫婦の離婚裁判の直前であったため、法廷から出るとマスコミが多数押し寄せたため「民事裁判なのに…」と思った。 | 合格                          |
| 2012年                  | 女性 | 彼氏から借りたバイクを運転中追突しそうになり、急ブレーキをかけた結果ジャックナイフ現象で放り出され、さらに自らの上にバイクが落下。バイクを守ろうと受け止めた結果バイクは無事だったが自分は複雑骨折してしまった。 | 合格                          |
| 2012年                  | 男性 | 2年間付き添った妻と離婚し結婚相談所に入会。条件を出して相性95%だと紹介された女性が元妻だった。 | 合格                          |
| 2012年                  | 女性 | 今年の春に迎えた息子の保育園の卒園式を終えると外にうさぎの着ぐるみがいたが、実は保育園が用意したものではなく女性の父親が扮装したものであり、その上父親は不審者として通報され、警察に連行されてしまった。 | 合格                          |
| 2012年                  | 女性 24歳 | 体調が悪くなり、整体に行ったところ五十肩と診断された。 | 合格                          |
| 2012年                  | 女性 | 2年前に別れた彼氏が来月妹と結婚する。さらに妹・元彼はその事実を一切知らず交際した。 | 合格                          |
| 2013年                  | 男性 33歳 | 元彼女から交際当時にお互いイチャイチャして仲が良かったがその後仲が悪くなり、お付き合いが終わって彼女と別れることになった後に警察に通報され自宅に刑事が来て暴行罪として罰金10万円を支払う羽目になった。 | 合格                          |
| 2013年                  | 女性 30歳 | 結婚で改姓し、名前が「ヤグチ マリ」になる。届け出た役所の人からも「不倫しないようにね」とイジられてしまった。矢口真里と出身と年齢が同じで、友達の友達が矢口と知り合い（はじめは匿名希望と答えていたが、話の主旨上名前がバレることになった）。 | 合格                          |
| 2013年                  | 女性 10歳 | 漢字テスト100点を取る自信があったが36点だった等の話と、母親が便秘で浣腸を手伝ったら、中から変な液が出て来た。 | 合格                          |
| 2013年                  | 男性 27歳 | 現在東京在住の投稿者。滅多に連絡がない母親から愛犬の死を知らせる電話が来る。気になって九州に帰省し愛犬の死を悲しむ母親の話を聞くと「そういえば」と3ヶ月前に祖母も亡くなったことを初めて知らされる。 | 合格                          |
| 2013年                  | 女性 27歳 | 勤務していたキャバクラにずんのやすの快気祝いで明石家さんまが来店。後日「足の裏みたいな顔の女」「やすが元気になった」とラジオで語られる。やすが元気になったのは女性とHをしたからという噂が広まり、それを聞いた当時付き合っていた彼氏が疑い別れた。 | 合格                          |
| 2013年                  | 女性 25歳 | 姉の婚約相手と両家の顔合わせの席で紹介されたのは、4か月前から交際中の自分の彼氏だった。 | 合格                          |
| 2013年                  | 男性 32歳 | 2020年夏季オリンピックの東京開催が決定した日に飲み会で朝帰りし、家族との外出の約束を寝過ごしてしまう。10分違いで、自分を残し子供と出かけてしまった妻が残した置き手紙には「ろ・く・で・な・し」と書かれていた。 | 合格                          |
| 2013年                  | 男性 29歳 | 1位ママ、2位妹、3位弟、5人家族で最下位。9歳の娘に好きな人のランキングを詳しく聞いたら、自分は19位のカレーパンマンのひとつ上で、17位の天津飯の置物よりも下の18位だった。天津飯の置物に負けて悔しかったので、三つ目描いたら100位と言われた。 | 合格                          |
| 2013年                  | 女性 60歳 | 人生初めてナンパされて、相手の男性と映画を観に行くが、上映中に彼はトイレを理由に中座し結局上映終了しても席に戻って来ず、気づいたら自分のバッグを持ち去れていた。ちなみにバッグの中身は持病の薬と現金等が入っていた。うれしかった気持ちをこわしたくなくて、警察に被害届を出していない。 | 合格                          |
| 2013年                  | 女性 31歳 | アルバイト勤務中のコンビニエンスストアに強盗が押し入り、被害者となる。 | 合格                          |
| 2014年                  | 女性 37歳 | 結婚13年目。ガラケーからスマホに買え変えの時、夫の携帯電話のメールを見たら、相手から「かわいいね!」、「また会いたいね!」とか受信ボックスに着ていた。はじめは女性からかなと思っていたが、受信ボックスに、沢山の「マラ、デカマラ」等のゲイ用語が見うけられた。男性の交際相手がいることが判明した。 | 合格                          |
| 2014年                  | 女性 41歳 | 明石家さんまの2月21日に開催されたコントライブを観に行った際コントの最後に、客席の若い子にセクシーな言葉を言わせるお決まりの企画がある。出演者のインタビュアーの松尾伴内にマイクを向けられ『黄色いさくらんぼ』の曲に合わせ「うっふーん❤」と答えさせられると、舞台上のさんまから女性の声を聴いて「オバハンや!、オバハンや!、オバハンの声や!」と突っ込まれ、お笑いに厳しくセリフを替えされて「逝っちゃった!❤」って言わされた。「逝っちゃった!❤」だけは、褒めてくれたのこと。 | 合格                          |
| 2014年                  | 女性 21歳 | 明石家サンタの三宅恵介Pに、大学で教わっている大学生。彼氏の携帯へ電話したときに携帯画面に「ずんのやす」が表示されるように細工をし、帰宅後彼氏に電話をしたら激怒された。理由は電話がくる直前に彼氏が携帯で画像を見ながら1人Hをしていたのだが丁度電話がかかって、ずんのやすを画面表示され表示されたタイミングで、見ながら果ててしまった為。 | 合格                          |
| 2014年                  | 女性 29歳 | 松尾伴内が舞台で滞在中だった大阪でナンパされ一緒にご飯を食べに行ったが、食事の最中ずっとTバックとSMの話ばかり2時間もされてショックだった。 | 合格                          |
| 2014年                  | 女性 31歳 | 結婚2年目。普段は無口な夫。夜中に目が醒めたら隣に寝ていた夫がいない。こっそり隣の部屋をふすまを少し開けて覗いてみたら、私が通販で購入したセクシー下着を上下着用し携帯でセルフ自撮りしていた。前がパカパカした下着を着けた姿が頭に残って離れないとのこと。アマゾンで注文したセクシー下着福袋が年明けに届く予定とのこと。 | 合格                          |
| 2014年                  | 女性 20歳 | 今年の夏にやっと彼氏ができた。一回り年上のお笑い芸人さんだった。デートに行ったり自分の親にも紹介した。しかし付き合って2ヶ月ぐらいで連絡をくれなくなったので何故かと調べていたら2回り年上の熟女系AV女優と浮気していたことが分かった。そのことを彼に問い詰めたら「AV女優という職業を悪くいっちゃだめだよ」と逆に見当違いの説教をされた。 | 合格                          |
| 2014年                  | 女性 20歳半ば | 今年の初めに友達に誘われて4対4の合コンに参加した。男性が芸人メンバーでそのうち1人の男性といい感じになり、お付き合いすることになった。レッドカーペット等に出ていた芸人さんで今現在も付き合っている。「彼氏のブログは見ない」という約束をしていたが、先月彼のブログを見たところ「私事ながら、結婚することになりました」という記事がアップされていた。しかし、今朝彼から「ハッピー メリークリスマス」というメールが来た。30日に「遊びにいく」との連絡も来ていた。 | 合格                          |
| 2015年                  | 男性 33歳 | 半年前に結婚詐欺に遭い、300万円くらいを奪われた。結婚前提で同棲していて、同じ通帳で管理していたお金だった。失踪した相手の名前は「ヤギ アキコ」で、今も被害届を出さずに待ち続けている。 | 合格                          |
| 2015年                  | 男性 9歳 | 陣内智則のファンでコントの動画をパソコンでよく見るが、ママに宿題しなさいと怒られる。しかしさんまが出演するテレビ番組については許可される。家電製品が当たり母親が喜ぶ。 | 合格                          |
| 2015年                  | 女性 8歳 | 夢にさんまが現れファンなので握手を求めようと近づいたら、大きな口を開け歯で噛みつかれそうになり怖い思いをした。最後に「がんばってください」と言った。 | 合格                          |
| 2015年                  | 女性 28歳 | 今年の夏、東京の花火大会を友人と花火大会見物で初めて屋形船に乗る。しかし大会開始直前にトイレに入って用を済ませ、ドアを開け出ようとしたところ鍵が壊れ閉じ込められる。助けを求めドアを叩く音が花火の音(ドンドン)と勘違いされて気付いてもらえず、救助された時には既に花火大会は終わっていた。 | 合格                          |
| 2015年                  | 女性 14歳 | 八木の母校に通う後輩だが、校長は同じく先輩の渡辺真理の話ばかりをして、八木の話はしない。 | 合格                          |
| 2015年                  | 女性 40歳代 | 北の方に在住で、夫の厚意で初めて1人で東京観光に行く。たまたま見かけた大きな神社「明治神宮」に立ち寄り、家族全員の名を書き連ね健康を祈る絵馬を掲げたものの、3日後に父が他界した。写真で絵馬を見直すと、父の名前のみ書き忘れていたことが判明した。 | 合格                          |
| 2015年                  | 女性 26歳 | 夫が原因不明の行方不明になり2か月になる。ツイッターアカウントを公表し情報提供を求める。 | 不合格                        |
| 2015年                  | 女性 39歳 | ポイントカードを落としコンビニに連絡を入れたところ、店に保管されていた。受け取りに来店したら「50代くらいの女性の忘れ物」とメモが付けられていた。本人よると西田敏行似とのこと。 | 合格                          |
| 2015年                  | 女性 40歳代 | 車で会社から帰宅途中、オスのエゾシカを跳ねる。跳ねた鹿はフロントガラスを突き破り助手席に入り込んだ。内田篤人が獲得するも返上された上海クルーズ旅行を獲得。 | 合格                          |
| 2015年                  | 女性 38歳 | 6月に「温かいうどんに七味唐辛子を出さない」との理由で離婚を突きつけられる。夫婦の間で話し合い子供が中学校卒業までは離婚しないでおこうと決め、以来気まずい関係が続く。夫が帰宅しないことを見込み今回番組に投稿するが、今日に限り夫は在宅。さんまたちから、一緒に番組を見ている夫にの様子について聞かれ「笑ってませーん」と締めくくる。 | 合格                          |
| 2016年                  | 男性 36歳 | 子供が男女各1人いるが、特に意識していなかったにもかかわらず女の子に「アスカ」男の子に「リョウ」と名付けていた。 | 合格                          |
| 2016年                  | 男性 27歳 | 数年購入を悩んだ自転車をようやく購入し、購入したその日にサイクリングしていると、戸次重幸が主演のドラマのロケ待機中の八木亜希子に遭遇する。この番組恒例のやりとりを期待し「八木さんの大ファンなんです」と声をかけたが「わーい、ありがとう」と返された。 | 合格                          |
| 2016年                  | 女性 40歳 | 健康診断で大腸検査に引っかかり、再検査で内視鏡検査を受けることになった。診察台に横になり検査を始めようとしたところ、担当の新人医師は内視鏡を違う穴に入れた。びっくりし、思わず「その穴とちゃうで」と注意した。医者は「もう一度楽にしてください」と冷静だったとのこと。 | 合格                          |
| 2016年                  | 男性 | 番組の電話が着信した途端にハウリング音が響く。さんまと八木の指示に従い、テレビを消したり、電話のスピーカーフォン設定を切ったりするも改善せず。挙句の果て除湿機の電源を切ったところ一瞬良くなるも再びハウリングし、最終的にはエアコンを切り治ったところでさんまが鐘を鳴らした。本題の不幸話は「自転車の前輪と後輪をつなぐシャフトが折れ、真っ二つになった」というもの。目玉商品の自動車（日産・デイズルークス）を獲得。 | 合格                          |
| 2016年                  | 男性 31歳 | 上記の男性と同様、着信早々ハウリング音が響き合格。不幸話は、韓国旅行へ行き空港で大福を食べたところ、口の周りに白い粉が付いたことで麻薬を摂取していると勘違いされて警官の人に連行され、1時間取り調べを受けた。最後は日本語がわかる人が来てくれて大福だと説明してくれた。 | 合格                          |
| 2016年                  | 男性 18歳 | 『さんまのお笑い向上委員会』で岩井ジョニ男がやっているマジックギャグをやってみようと思い、フリマアプリ「メルカリ」で下着を購入し、マジックを教室でしようとしたが、進学コースで教室がピリピリムードで、マジックするムードではなかったので、授業が終わった後、彼女にマジックを見せようと、自分のカバンに下着を忍ばせていたが、その直後の6時間目に風紀検査があり、自分が1番目でその結果下着の存在がバレてしまい、必死に弁解した末「変態仮面」というあだ名をつけられた。 | 不合格                        |
| 2016年                  | 女性 37歳 | 12年間交際し別れた彼氏から2年ぶりに連絡があり、再び付き合うこととなった。共通の友人に復縁を報告したところ、彼氏は7年前に別の女性と結婚しており子供も2人いることが発覚した。 | 合格                          |
| 2016年                  | 男性 35歳 | リオオリンピックに彼女が出場した。試合を終えメダルを逃し帰国した彼女にプロポーズをしようとしたところ、東京オリンピックに向け練習に専念することを理由に別れを告げられた。「さんまさん笑いの金メダルいっぱい持ってる?」と聞いて合格。 | 合格                          |
| 2016年                  | 男性 | 四国の南の方に住んでいる投稿者。妻に内緒でジャパンカップの馬券を買う。折しもレース当日は広島への家族旅行と重なったが、レース開始時間となった宮島で妻と娘がトイレへ中座した。その隙にスマホのワンセグでレース結果を確認し、キタサンブラック、サウンズオブアースを軸にした馬券に佐々木主浩の持ち馬シュヴァルグランが3着に入って、当たったことを知るが、持っていた馬券（3連単配当36,260円を1000円持っていた）を鹿に食べられてしまう。動揺して鹿を追いかけるが戻って来た妻と娘に見つかり、大笑いされた。なお泥酔状態で話していた為、相当煽られた上にオチの「鹿に食べられた」をさんまに言われての合格となった。 | 合格                          |
| 2016年                  | 女性 22歳 | テレビのワイドショーで話題になっていたこともあり、父の浮気を疑い、風呂に入っている隙に携帯電話のメール受信ボックスをチェックするが、女性の名前はないどころか、母・自分・友人・同僚の名前すらなく、ヤマダ電機からのメールが大量に来ていた。 | 合格                          |
| 2017年                  | 女性 13歳 | 参加者本人と高3の姉には彼氏がいないが、80歳の祖母の家に行ったら祖母が「ち○ち○触りたい」と彼氏とHな電話をしており、先を越されたと思った。トップバッターにして目玉商品の自動車（スマート）を獲得。 | 合格                          |
| 2017年                  | 女性 86歳 | 三重県伊勢市在住。台風21号の強風で、年金をはたいて買った高価なかつらを飛ばされてしまう。薬の副作用で髪の毛がなくなっており先程の80歳の女性の元気がうらやましい。 | 合格                          |
| 2017年                  | 男性 45歳 | 日本海にブリを釣りに行き、クーラーボックスを持ち上げたら突如ギックリ腰に。さんまの番組でやっていた「そり返して治す」という治療法を試したところ、あまりの痛さの勢いで海に落ちた。 賞品説明の時に「ワンランク上の」という形容詞が連呼されていたことを受けて、「ワンランク上のブリ」と言ったことがさんまに受け鐘が鳴るも、ハズレを引いてしまった。 | 合格                          |
| 2017年                  | 女性 48歳 | 参加者は外見が白鵬に似ていると言われている。夏場スクーターで通勤していたら突風に煽られたカラス対策のゴミネットが被さり転倒。幸いにも肉襦袢（そのふくよかな体格）のおかげで軽傷で済んだ。 | 合格                          |
| 2017年                  | 男性 38歳 | さんまが職業を尋ねるとそれ自体が不幸話だというので聞いてみると、東芝の社員であることを明かす（この時点で合格の鐘が鳴る）。競合メーカーであるハイアールの家電製品を獲得。 | 合格                          |
| 2017年                  | 女性 31歳 | 転職で、主人が脱毛処理を行う会社に就職。新入社員は脱毛体験をしなければいけないのだが、家族みんなで風呂に入る日に、子供と一緒に風呂に先に入ったものの主人は中々入ってこず、ようやく入ってきたと思ったら下の毛がなかった。 | 合格                          |
| 2017年                  | 女性 45歳 | 家の外で犬を飼っているが、自分とそりが合わない。ある時期、犬の遊び道具や餌用の皿が隠されたり壊されるなどしたため、近所の人の仕業かと疑いカメラを設置したところ、映っていたのは酔っ払った自分が犬を罵倒しながら皿を壊している様子だった。 | 合格                          |
| 2017年                  | 女性 33歳 | 今年第一子を出産。日に日に成長する姿がかわいいのだが、笑うとさんまのように引き笑いをする。 | 合格                          |
| 2017年                  | 男性 27歳 | 夏に広島に出張。疲れていたこともあり帰りは上司が新幹線のグリーン車の席を取ってくれたが、乗車中大阪を過ぎるとさんまと松尾伴内が乗車しており、大声で話したり頻繁にドアの出入りを繰り返すので眠れなかった。 | 合格                          |
| 2017年                  | 男性 26歳 | 去年から親が離婚協議中。電話をしている本人は今年4月に彼女と別れる。ある日母とショッピングモールに行ったら、新しい彼女を連れた父と遭遇したのだが、その彼女が自分の元彼女だった。 | 合格                          |
| 2017年                  | 男性 36歳 | この日に好きな人に告白したら振られる。その直後さらに自転車で帰っていたらイノシシに跳ねられた。 | 合格                          |
| 2017年                  | 男性 28歳 | 大の巨人ファンだがこの年は4位で終わり、チーム再建のためにこの年のドラフト会議の目玉だった清宮幸太郎選手を獲得するのを生で見ようと北海道からドラフト会議を見に行ったが、くじ引きの末木田が引き当てて日本ハムに入団することに。北海道に帰ったらテレビではどの局も連日木田のことを取り上げていた。あえてサツマカワRPGが拒否した「黄金の左手グッズ」を選択。この選択にさんまも絶賛。 | 合格                          |
| 2018年                  | 女性 7歳 | 給食のおかわりのジャンケンに負けてしまった。小玉スイカが欲しかった。 合格するがハズレを引いてしまい、特別に再度引く権利を与えられるも、もう一つのハズレを引き当ててしまう。2つあるハズレを両方開けてしまったため、さんまの裁量で小玉スイカをプレゼントすることに。 | 合格                          |
| 2018年                  | 男性 10歳 | 単身赴任中だった父が11月に帰ってきたが、母が家から追い出し、父はネットカフェなどで寝泊まりしている。 | 合格                          |
| 2018年                  | 女性 29歳 | 夏に生まれて初めてヴェネツィアに旅行。興奮のあまり鼻血が出てしまい、ティッシュがなかったので手持ちのタンポンを鼻に入れた。紐を収納できずに隠しながら歩いた。 | 合格                          |
| 2018年                  | 男性 38歳 | 南米出身の妻がいるが、夏に娘とともに里帰りしたらそれっきり帰ってこない。娘の誕生日にお金を送ったらその金で豊胸手術をしていた。さんまに誘導される形で胸のサイズを前出の「小玉スイカ」と言って合格。 | 合格                          |
| 2018年                  | 男性 25歳 | 前年まで本番組に車を提供していた企業の社員（ただし、メーカー直接の社員ではない）。3月に夜中まで過重労働させられたことによる体調不良で休み、その後は何事もなく職場復帰した。この件に関しては労働基準監督署が入った。 | 不合格                        |
| 2018年                  | 女性 28歳 | 亡くなった父の遺品を整理したら大量の8mmビデオテープ。業者に頼んでDVDにしてもらい見たところ、そのほとんどが父が全裸でストレッチやボディビルのポージングをする映像だった。 | 合格                          |
| 2018年                  | 女性 32歳 | イヤホンをして、人通りの少ない暗い夜道を歩いていると、男性が手を振って近づいてきたが見知らぬ人でよく見ると「5万円でどう?」という意味だった。控えめに「いや、大丈夫です」と言って通り過ぎたら、その言い方が控えめすぎて「じゃ2万円で」と満面の笑みで値下げ交渉された。走って逃げた。自身の顔の容姿を本人曰く後藤真希と浜崎あゆみを2で割ってぐちゃってした感じとのこと。 | 合格                          |
| 2018年                  | 男性 51歳 | 息子が大学に合格し上京することになったため、最後の家族旅行をすることになった。家族でホテルに泊まったとき、妻が「私も一人暮らしする」と言いだし、息子と同時期に家を出て行ってしまった。妻の実家に住んでいるので今も妻の両親と暮らしている。妻の居所は不明だが近所に住んでいるようである。 | 合格                          |
| 2018年                  | 女性 46歳 | 関連会社の合同運動会の借り物競走で元旦那がボーダーの服を着ている子を探していて、それが電話の女性だった。それで知り合ったことがきっかけとなり結婚。23年経って「借り物競走で借りてただけだから」と別れを切り出され最終的に離婚。慰謝料を要求するもその代わりに参加賞として黒ひげゲームが送られてきた。 | 合格                          |
| 2018年                  | 女性 32歳 | プロポーズされた彼氏から「一緒に風呂に入りたい」と誘われていたが、嫌で断り続けていた。ある日酔った勢いで一緒に風呂に入ったところ、後日彼から婚約解消を告げられる。理由を聞いたら「投稿者の乳輪が大きく目玉に見えて怖い。昔祖母の家で見た木目が目玉に見えて泣いたのを思い出した」と過去のトラウマが蘇ったことだった。 その後そのまま番号が置いてあったせいで再びこの投稿者に電話してしまうハプニングが起きている。 | 合格                          |
| 2018年                  | 男性 18歳 | 小さい頃ねずみの夢の国のアトラクションに乗ろうとしたら最低制限身長の117cmに満たず乗れなかった。高校生になって再び行ったところ、身長が196cmになっており、今度は最高制限身長である195cm未満に引っかかってしまい結局乗れずじまいに。 | 合格                          |
| 2019年                  | 男性 7歳 | 学校で昼食をとる際、弁当箱にそうめんが入っていたが、お母さんがめんつゆを入れ忘れたので悲しかった。 | 合格                          |
| 2019年                  | 女性 13歳 | テレビで発見したある芸人のネタに感銘を受け、翌日友達にそのネタを見せたら全く受けず気まずい雰囲気になった。そのネタは村上ショージのギャグ「何を言う〜 早見優〜」だった。 この時点では合格しなかったが、その後、さんまに促されて女性がオリジナルのギャグを続けて言わされたことで、さんまがその頑張りに免じて鐘を鳴らした。 | 合格                          |
| 2019年                  | 女性 31歳 | 飲食店を経営。自分の店にロケが入ったが来た芸人が闇営業に関わっていたため放送されなくなった。 | 合格                          |
| 2019年                  | 女性 30代 | 自分の誕生日が4月8日。偶然にもピエール瀧と沢尻エリカと同じだった。 | 合格                          |
| 2019年                  | 男性 30代 | 2020年東京オリンピックの観戦チケットを応募しマラソン競技のチケットが当選したが、マラソンの開催地が札幌に変更された。自分は名古屋在住だが高所恐怖症で飛行機に乗れず困っている。 この後、車の運転免許も持っていないという男性に船ではどうかと提案したところ「検討します」と言ったことで合格。 | 合格                          |
| 2019年                  | 女性 30代 | 夫が出張と称して出かけた先で別の女性と結婚式を挙げていたことを夫の友人のSNSで知った。しかも、そのSNSにあった集合写真には夫の両親も写っていた。夫とは現在は離婚している。 | 合格                          |
| 2019年                  | 女性 75歳 | 自分が住んでいる地域では屋外に出した粗大ゴミに張り紙を張る決まりがあるが、誤って自分の乗っていたバイクに張ってしまい業者に持って行かれてしまった。 | 合格                          |
| 2019年                  | 女性 60歳 | 10年ぶりに新車を購入したことでテンションが上がって車のパワーウィンドウの力を試したくなり、窓枠に指を置いてスイッチを入れたら指4本を骨折した。 | 合格                          |
| 2019年                  | 女性 30代 | 投稿者は前回乳輪の話で合格し、その後前述したように再び電話してしまうハプニングが起きている。 このハプニングが番組史上初の出来事だったとしてネットニュースやまとめサイトで取り上げられたが、そこに出身地と年齢の情報も記載されていたため周囲に身バレし、「乳輪」というあだ名で呼ばれるようになってしまった。 | 合格                          |
| 2019年                  | 女性 40代 | マンションのエレベーターに乗ろうとしたところ、中に乗っていた小学生の女の子がドアを開けてくれたため「ありがとう」と声をかけたら、その女の子から「おじさん、何階？」と聞かれた。 | 合格                          |
| 2020年                  | 男性 30歳 | 妹の彼氏を紹介され、一緒に食事をしたら話があって意気投合。事前に名前を聞いてなかったのでこの場で尋ねたら「ワタベケン」だった。 | 合格                          |
| 2020年                  | 女性 70歳 | 人生初ボウリングを家族としたら、初球でレーンで滑って転倒。ボルトを入れるレベルの骨折で4泊5日入院することに。 | 合格                          |
| 2020年                  | 女性 非公表 | 職場の駐車場に車を停めていたら近くにあった木が腐っていたらしく、倒れて車が木の下敷きに。自分は乗っていなくて無事だったが、車検が通ったばかりの車が廃車になった。 | 合格                          |
| 2020年                  | 女性 40歳 | これまで独身だったが結婚相談所で紹介された電車の運転士と結婚。誠実そうな男性で、結婚式での新郎挨拶でも電車になぞらえて「安全運転各駅停車で2人の人生を歩んでいく」と言っていたが、3ヶ月後に別の女性に脱線してしまった。現在は別居中。 | 合格                          |
| 2020年                  | 女性 28歳 | ブレイクダンス中にアキレス腱を切って長期入院。ようやく退院し看護師にも「もう戻らない」と約束した矢先、帰宅で乗ったタクシーから降りた直後にそのタクシーに轢かれ病院に戻る羽目になった。 合格したがハズレを引いてしまう。 | 合格                          |
| 2020年                  | 男性 48歳 | タクシーの運転手をしておりインターネットのサークルで女性と知り合い繁華街を走っていた際にその女性に偶然会い一緒にいた男性と2人で乗る。男性と道が同じで男性の家まで一緒に乗り先に男性が降りるはずが走行の途中で一緒にいた男性と女性がいい雰囲気になりラブホテルに行き先が変更となった。 なお、先の女性の不幸話がタクシー関連だった為、まさか自分にかかってこないだろうと油断していたとのこと（あくまで女性を轢いた加害者本人ではない）。 | 不合格                        |
| 2020年                  | 男性 47歳 | 妻の実家が経営している会社に勤めていたが解雇。妻とも別居中。 | 合格                          |
| 2020年                  | 女性 40代 | 友人のすすめで6月から婚活アプリを始めた。何人か会ったうちの1人が美容系のマッサージ師で「全国チェーン展開を図る予定」「2月までタイにいた」と言うので、疑問に思ってネットで調べたらその男性が昔横領で逮捕されており、タイではなく懲役2年6ヶ月で刑務所にいたことが分かった。 鐘が鳴った後には「別の男性からルイ・ヴィトンの偽ブランド財布を買わされた」とも語っている。 | 合格                          |
| 2020年                  | 男性 41歳 | 過去これまで3回出演し2017年は合格するもハズレを引いた。今回は開口一番「確認したいんですけど、お笑い界のトップを40年間走り続ける男ですよね？」で鐘が鳴り、その後番組定番のネタを連発。本題に入るとさんま出演の1月の舞台を見て面白かったと語ったところでさんまが「もうええわ！」と再び鐘を鳴らし合格。 | 合格                          |
| 2020年                  | 男性 40歳 | コロナの影響を受ける前に職場が変わり歓迎会が開かれる。ここで受けを取ろうと『お笑い向上委員会』でのさんまのネタ「ドブ芸人の皆さまこんにちは」をもじって「ドブ社員」と言ったところ思い切り滑ってしまい、失礼な奴だと認識され誰とも仲良くなれていない。 | 合格                          |
| 2020年                  | 女性 47歳 | トイレで用を足して消臭スプレーを使ったところ、ストーブに引火し吊してあるカレンダーと自分が少し燃えてしまった。 合格したがハズレを引いてしまう。 | 合格                          |
| 2021年                  | | |                               |
| 女性 24歳               | 浪費癖を治したいと縁切り神社に行った翌日、会社の縁切りをさせられる。 合格したがハズレを引いてしまう。 | 合格 |                               |
| 女性 68歳               | 白内障の手術をした90歳の母の見舞いに行った際にブサイクと言われる（本人曰くボコボコにどつかれた松嶋菜々子似）。 | 合格 |                               |
| 男性 54歳               | 趣味のサーフィンでサメに噛まれ20針を縫うケガを負い、コロナやオリンピックと同レベルで翌日のニュースに報じられる。 | 合格 |                               |
| 女性 33歳               | 授乳を拒否する赤ちゃんに悩み、夫に相談するも乳首が崎陽軒のシウマイみたいだと言われ、実際に比較すると同じ大きさだった。 合格するもハズレを引いてしまうが、乳首の大きさを告白した心意気を評してセットにあるぬいぐるみを獲得した。 | 合格 |                               |
| 男性 27歳               | 母親が再婚し、名前が「オオタケシノブ」に。 | 合格 |                               |
| 男性 33歳               | 誕生日前日に妻と小学1年生の息子が内緒話をしていたので自分の誕生日サプライズの話かと思ったら、家族の人気投票で自分が愛犬や数日前に拾ったタニシ以下の最下位と判明。 | 合格 |                               |
| 女性 32歳               | 祖父の具合が悪いため新潟に向かうも、母が作ったカレーに入っていたジャガイモの芽を食べてしまい、ソラニン中毒を発症し病院沙汰になり、祖父と会うことができず。 | 不合格 |                               |
| 女性 30代               | 息子のために室内トランポリンを購入し、自身も飛んだら体重で息子が吹っ飛んで頭から落ちてしまい、子供がトラウマになりトランポリンを遊ばなくなった。 電話の繋がらなさや話の内容で不合格だったが、一般参加者が粘り出したためさんまが根負けし、合格になった。 | 合格 |                               |
| 男性 42歳               | 過去これまで4回出演し、2006年と2013年に応募するも不合格、2017年は合格するもハズレを引き、2020年は話している途中にCMで打ち切られた。 | 合格 |                               |
| 男性                    | 在宅勤務で髪が伸びており、久しぶりの出勤のため理髪店に行き、あわせ鏡のチェックをしてもらったら、後頭部がハゲていることが発覚。会社では同僚から「ミステリーサークル」という渾名で呼ばれていた。 | 不合格 |                               |
| 女性 50代               | 東北の実家に久しぶりに帰ったら更地になっていた。調べた結果母親は亡くなっていたことを今になって知らされただけでなく、知っていた妹はパチンコで借金を抱え失踪、さらに家だけでなく内緒で実家の墓まで売っていたことが判明。 | 合格 |                               |
| 男性 52歳               | 山形弁の訛りが強く話が通じなかったが、放送時間が残りわずかだったため合格になった。 | 合格 |                               |
| 2022年                  | | |                               |
| 女性 50代               | 息子とバスツアーで岐阜に。川にいた白鳥を見て一人騒いでいたら、息子に「お母さんそれレジ袋やで」と言われた。 | 合格 |                               |
| 女性 40歳               | プチ同窓会で初恋の元彼と再会。しかし結婚できない壁があった。元彼の名字が「オオバ」、自分の名前が「カナコ」で「大バカな子」となってしまうため。 | 合格 |                               |
| 男性 50歳               | 原付バイクで通勤の帰りに国道の交差点で暴走族に出くわす。ついてくるのでとっさに横の小道に逃げ込んだら一方通行だったため、逆走の取り締まりで待ち構えていた警察に捕まってしまった。 | 不合格 |                               |
| 女性 34歳               | 車が好きな息子と散歩していたらパトカーが通りかかったので手を振ったら、後部座席に無銭飲食で逮捕された夫が座っていた。 | 合格 |                               |
| 女性 40歳               | 不倫を繰り返していた父が亡くなったので、生前働いていた葬儀場に葬儀を依頼したところ、納棺の時に女性スタッフが父の頬をさすりながらつぶやく場面を目撃。不倫相手の一人だと察するも以降そのスタッフの詳細が不明。遺品整理したら大人のおもちゃが大量に出てきて処分に苦慮している。 | 合格 |                               |
| 女性 40代               | 実家近くの人から「お父さんが大変なことになっている」と連絡を受けて駆けつけると警察や消防が出動する騒ぎに。見れば屋根の上に全裸でスポンジのみ持った父の姿。入浴中風呂場のドアの鍵が壊れたため、小窓から脱出し屋根の上にあがったものの、通りがかった人に助けを求めたところ変質者と思われ通報された。パンツを投げて履くよう促すも「他人の履いたのは嫌」と拒否。以来恥ずかしくて実家に帰ることができない。 | 合格 |                               |
| 男性 35歳               | ネットを見ていると漫画の広告が目に入り、漫画家の元彼女による絵柄だったので読んでみると、自分との性体験での自分の特殊な性癖（元彼女のムダ毛処理中に飛びついた）が描かれていたが、自分が不細工に描かれ、さらにコメントでは「気持ちよくなかった」と数年ぶりにダメ出しされた。 | 合格 |                               |
| 男性 60歳               | 毛深いので家庭用脱毛器を買って使っていたところ、髭の処理をした際に出力が最大だったためやけどして痕が黒くなった。職場で近い世代に「鬼瓦権造みたい」と言われたところ、そのネタを知らない世代の新入社員から「鬼瓦部長」「権造さん」と呼ばれるようになってしまった。 | 合格 |                               |
| 女性 25歳               | 誕生日にプロポーズされ、婚約指輪をもらうも、むくんでいたときに指のサイズを測ったため指輪が緩くてあわない。そのままつけていたら会社のトイレに落とし、自動水洗で流れて行ってしまった。翌年7月に結婚予定なのにこのことを彼に言えていない。ショージが色づけしただるまとショージの別荘招待券を獲得。 | 合格 |                               |
| 女性 50代               | 木田とともにシアトルで日本食レストランを経営。1月にシアトルでコロナを発端にした暴動が起き自分たちの店も巻き込まれ、店をボロボロにされたばかりか店内の備品も略奪された。 | 不合格 |                               |
| 女性 27歳               | 健康上の理由で6年前に大分に引っ越したことで、この番組が見られない状態に。6年間ネットでの実況を見て番組の様子を追っている。テレビ大分に何度も要望を出しても聞き入れてくれない。 | 合格 |                               |
| 男性 40歳               | 11月に職場の工場で緊急招集がかかり、社長から翌年1月に廃業することを告げられる。勤務先はニュースにもなった佐久間製菓で、報道があった11月9日は自分の40歳の誕生日だった。転職先も現在決まっていない。 | 合格 |                               |
| 男性 30歳               | 結婚5年目の妻の携帯電話を見たところ、自分の登録名が「靴べら」だった。妻からアインシュタインの稲田直樹に似ていると言われており、テレビに稲田が映るとネタにされてしまう。 | 合格 |                               |
| 2023年                  | | |                               |
| 女性 40代               | 煽り運転をされた挙げ句に当て逃げされたが、後日捕まった犯人が10年以上前に別れた夫だった。 合格したがハズレを引いてしまう。 | 合格 |                               |
| 男性 26歳               | 商店街の腕相撲大会に彼女連れで参加したところ、右腕上腕骨を複雑骨折し、誕生日を病院で過ごした。 | 合格 |                               |
| 女性 55歳               | 京都旅行で縁切り神社を訪れたが、縁を切りたい人の名前を貼り付ける霊石に自分と同姓同名の名前が既に貼られていた。 | 合格 |                               |
| 男性 43歳               | 妻の下着が派手になるなど行動に違和感を感じ、不倫を疑って問い詰めたところ、不倫をあっさり認めた上に風俗でも働いているとカミングアウトされた。 | 合格 |                               |
| 男性 47歳               | 東京都立川市のゆるキャラ「てるる」の知人（中の人）として出演。コロナ禍明けで久々に開催されたイベントでテンションが上がってしまい、開始直後にステージから転落して肋骨が4本折れた。 エピソードの紹介前には男性が5歳の設定のてるるに扮してフレンチポップの歌を披露し、これがさんまの笑いのツボに入りこの時点で合格。その後、転落した模様のVTRが紹介された。 | 合格 |                               |
| 男性 55歳               | 常連投稿者で今回もエピソード前に「お笑い界のファンタジスタですよね？」と言ってさんまがおだてに乗せられ鐘がなる。 大阪でカメムシが大量発生した際、匂いを感じないためコロナの後遺症ではないかと病院に行こうとしたところ、妻から「アンタの加齢臭がカメムシの匂いと同じやからやで」と言われた。 | 合格 |                               |
| 女性 62歳               | 飲みに行った夫が早朝になっても帰ってこないという中で、家に警察官が来て夫を保護していると伝えられ、本人確認のために見せられた写真にはパトカーの座席に座っている全裸の夫が写っていた。泥酔した夫は帰りのタクシーを降りた直後に全裸で藪の中を歩いて傷だらけになっており、現場に迎えに行くと今度は救急車に全裸で乗せられていた。 | 合格 |                               |
| 女性 37歳               | 小学5年生の息子が投稿者のスマートフォンで時間を守らずにゲームを遊ぶため度々叱っていたが、ある時、返されたスマートフォンの検索履歴を見てみると一番上に「お母さんの倒し方」と表示された。 | 合格 |                               |
| 男性 37-38歳            | コンビニにタバコを買いに行った際、外国人の店員にタバコの番号を「102番」と伝えたところ「角煮まん」が出てきた。 | 合格 |                               |
| 男性 49-50歳            | 投稿者は阪神タイガースのファンで、今年の日本シリーズのチケットを購入したが仕事の日と重なっていたため仮病で仕事をさぼり観戦した。しかし翌日出勤した際に上司に仮病がばれ、自分が盛り上がっている様子の写真が新聞に掲載されていることを知らされた。 | 不合格 |                               |
| 男性 40代               | 小学3年生の娘の授業参観で、先生から尊敬する人を尋ねられた娘は「先生」と答えたが、続けてどこを尊敬するかを聞かれると「いや、別に」と答えた。投稿者は授業参観の数日前に過去に録画した当番組を見ていたため、娘はそれでこのフレーズを覚えたのではないかとのこと。 | 合格 |                               |
| 男性 21歳               | 人生で初めてできた彼女とラブホテルに行った。彼女も初めてと聞いていたが、彼女のスマートフォンがホテルのWi-Fiに自動接続されたため初めてではないことが分かってしまい、気まずくなって初体験ができなかった。 | 合格 |                               |
| 男性 36歳               | 男性はロックファンで普段から髪を伸ばして黒尽くめのファッションをしている。ある時、おもちゃ売り場で遊ばせていた自身の幼稚園児の娘を連れて帰ろうとしたところ警備員に不審者と間違えられた。その後誤解は解けたが、帰り際、娘から「お父さんが捕まっても一緒に警察行ってあげるからね」と言われた。 | 合格 |                               |
| 2024年                  | | |                               |
| 女性 29歳               | 草木の名前を検索するアプリで、間違って自分の足の画像で検索。サボテンと検索結果が出た。急いで脱毛サロンを予約したとも語っている。 | 合格 |                               |
| 女性 43歳               | 2年前に離婚し独り身を楽しんでいたが、妹が連れてきた結婚相手が元旦那だった。今では「義姉さん」と呼ばれてしまっている。 | 合格 |                               |
| 男性 52歳               | 市場で働いており、手伝いの息子らをつれて夜中1時に出て行くが職務質問に遭う。持ち物確認で職業柄持ってるマジックや小刀、ガムテープ、仲買の注文書が出てきた。注文書は符牒や殴り描きで書いていたため、警察官にその内容を犯罪の指示書、男性は闇バイトの指示役、息子らは実行役と勘違いされた。 | 合格 |                               |
| 女性 27歳               | 生理が来なくて婦人科に行った。恥ずかしい設問にも正直に答えていたが、医師が院内放送用のマイクを切り忘れていたため、内容がすべて待合室に聞こえていた。 不幸話の中で「直近いつ性交渉した」と聞かれて、正直に「こちらの病院に来る前に一回」と元気に答えたことがさんまと八木に大受けしこの時点で鐘が鳴るが、さんまの大ファンであることからプレゼントを引かずにさんまのサインを要求した。 | 合格 |                               |
| 女性 アラフォー         | 顔に自信のない女性（曰く「村上ショージのような薄っぺらい顔」）。一度でいいから綺麗になりたいと流行の整形メイクをプロに頼んだら別人のように綺麗になった。その際自撮りをしていたら、誤って顔認証の設定がメイク後の顔で登録されてしまい、以後、素顔でスマホを触ると警告文が出るようになった。 | 合格 |                               |
| 女性 30代               | 夫のことが好きで、いつまでもかわいいと言われたいと思って全身脱毛をしたら、胸や股をやけどし焦げてしまった。 | 合格 |                               |
| 男性 55歳               | 男性は3年前の終わり際に電話するも、山形弁の訛りが強すぎて聞き取れず、時間切れで合格になったことがある。 今回も訛りが強すぎ、さんまと八木が聞き取ろうとするもギブアップで鐘が鳴る。その後再び終わり際に電話をかけ何とか聞き取り、「夏休み山形から友達と上京し、渋谷で息子のお土産にオシャレな服を買おうとしたが、値段が分からないので店員を呼ぶと、店員も男性の言葉が聞き取れず、韓国語と勘違いされ翻訳アプリを出されてしまった」ということがわかり再び合格。 最初の鐘で地元山形のブランド米、2度目の鐘で3年前と同じく自転車を獲得。 | 合格 |                               |
| 女性 25歳               | ダイエットのためプールに通ったら風邪をひき、病院に行ったらあばら骨を骨折していた。 | 不合格 （ただしさんまシールをプレゼント） |                               |
| 女性 37歳               | 投稿者の母とその友人70代2人が「さんまに会いたい」という理由で漫才コンビを組み、投稿者本人はマネージャーになってしまった。コンテストも全て敗退し、YouTubeも登録者数が伸びない。電話越しに漫才を披露した。 | 不合格 |                               |
| 女性 73歳               | この4、5ヶ月不幸続き。目玉焼きを作ろうと1個しかなかった卵をフライパンに入れようとしたら流しに入っていった。シャンプーしてすすいだ後にリンスしようとしたら手に取ったのがシャンプーだった。一週間前に外した金の指輪がどこかに行き、掃除機もかけて探しても見つからない。 この時さんまが「掃除機の中にあるのでは」と推理するも、「掃除機がぼろいので弱すぎる」と答えたことが受け合格、ジュエリーを獲得する。 | 合格 |                               |

## ネット局
放送時間は放送年によって異なる。詳しくはこちらを参照のこと。
| 放送対象地域   | 放送局                     | 系列           | 備考       |
| -------------- | -------------------------- | -------------- | ---------- |
| 関東広域圏     | フジテレビ （CX）          | フジテレビ系列 | 制作局     |
| 北海道         | 北海道文化放送 （uhb）     | フジテレビ系列 | 同時ネット |
| 岩手県         | 岩手めんこいテレビ （mit） | フジテレビ系列 | 同時ネット |
| 宮城県         | 仙台放送 （OX）            | フジテレビ系列 | 同時ネット |
| 秋田県         | 秋田テレビ （AKT）         | フジテレビ系列 | 同時ネット |
| 山形県         | さくらんぼテレビ （SAY）   | フジテレビ系列 | 同時ネット |
| 福島県         | 福島テレビ （FTV）         | フジテレビ系列 | 同時ネット |
| 新潟県         | NST新潟総合テレビ （NST）  | フジテレビ系列 | 同時ネット |
| 富山県         | 富山テレビ （BBT）         | フジテレビ系列 | 同時ネット |
| 石川県         | 石川テレビ （ITC）         | フジテレビ系列 | 同時ネット |
| 福井県         | 福井テレビ （FTB）         | フジテレビ系列 | 同時ネット |
| 長野県         | 長野放送 （NBS）           | フジテレビ系列 | 同時ネット |
| 静岡県         | テレビ静岡 （SUT）         | フジテレビ系列 | 同時ネット |
| 中京広域圏     | 東海テレビ （THK）         | フジテレビ系列 | 同時ネット |
| 近畿広域圏     | 関西テレビ （KTV）         | フジテレビ系列 | 同時ネット |
| 島根県・鳥取県 | さんいん中央テレビ （TSK） | フジテレビ系列 | 同時ネット |
| 岡山県・香川県 | 岡山放送 （OHK）           | フジテレビ系列 | 同時ネット |
| 広島県         | テレビ新広島 （tss）       | フジテレビ系列 | 同時ネット |
| 愛媛県         | テレビ愛媛 （EBC）         | フジテレビ系列 | 同時ネット |
| 高知県         | 高知さんさんテレビ （KSS） | フジテレビ系列 | 同時ネット |
| 福岡県         | テレビ西日本 （TNC）       | フジテレビ系列 | 同時ネット |
| 佐賀県         | サガテレビ （STS）         | フジテレビ系列 | 同時ネット |
| 長崎県         | テレビ長崎 （KTN）         | フジテレビ系列 | 同時ネット |
| 熊本県         | テレビ熊本 （TKU）         | フジテレビ系列 | 同時ネット |
| 鹿児島県       | 鹿児島テレビ （KTS）       | フジテレビ系列 | 同時ネット |
| 沖縄県         | 沖縄テレビ （OTV）         | フジテレビ系列 | 同時ネット |

2001年以降、本番組を放送していないフジテレビ系列局はトリプルネット局のテレビ宮崎（UMK、宮崎県）だけである。また、2000年以前の非ネット局は1997年の山陰中央テレビ（先述）を除き不明である。
2011年以降は、クロスネット局であるテレビ大分（TOS、大分県）とテレビ宮崎以外のフジテレビ系列フルネット26局は必ず同時ネットされており、年によってはテレビ大分でも同時ネットで放送されている。
2001年以降、本番組の放送を休止したことがある系列局は以下の通り。
- 秋田テレビ（2001年 - 2005年）
- 山陰中央テレビ（2002年 - 2004年）
- サガテレビ（2002年・2004年・2005年）
- テレビ長崎（2001年 - 2003年）
- テレビ大分（2001年 - 2009年・2011年 - ）
- 沖縄テレビ（2001年・2002年・2005年）

なお、北海道文化放送と岡山放送は、2011年12月24日の昼に2010年放送分の再放送を行ったことがある。

## スタッフ
2024年現在
- アシスタント：金沢友花、高井麻由果、仲俣由菜、保﨑麗
- 構成：大岩賞介、詩村博史、小山協子
- ナレーター：鈴木省吾
- TP：斉藤伸介
- TM：鈴木達雄
- SW：藤本伸一（以前はCAM）
- CAM：二井内博紀
- VE：青木拓哉
- 音声：浮所哲也
- 照明：安藤雄郎
- 音響効果：中村友美
- 美術プロデューサー：平井秀樹
- デザイン：山本修身
- AC：伊藤則緒（以前は美術進行）
- 大道具：菅原英一
- 装飾：乾川太志
- 衣裳：幸松里奈
- メイク：藤田真央
- 電飾：石井誠
- アクリル装飾：織田秀幸
- 視覚効果：浅田雅美（一時離脱→復帰）
- 植木装飾：広田明
- 生花装飾：佐伯慎介
- タイトル：加藤優佳
- ディスプレイ：小俣ひとみ
- 美術協力：三亀商店
- 広報：呉美れい
- TK：色摩涼
- デスク：石川菜摘
- AD︰手塚美帆、赤岩彩花、大越達也、陶守美琴、浅谷梨帆
- ディレクター：鈴木善貴、藤井貴代美（鈴木善・藤井→共に以前はディレクター→演出→一時離脱）、鈴木剛
- アシスタントプロデューサー：明石令奈
- プロデューサー：高橋味楓、橋本英司
- 演出：三宅恵介
- チーフプロデューサー：渡辺俊介（以前はゼネラルプロデューサー）
- 制作著作：フジテレビ

### 歴代スタッフ
- アシスタント：天野つむぎ、勝木友香、河野真穂、皆川奈美、石川彩夏、荒町紗耶香、加田穂乃華、田中愛梨
- TP︰児玉洋（以前はTD）、田辺絢一
- TM︰高瀬義美
- SW︰島本健司、岩沢忠夫、高田治、小川利行
- カメラ：花島和弘、中島浩司、河西純、河野昌寿、渡邊健太郎、岩田一巳
- VE︰大坪裕二、宮澤利典、齋(斉)藤雄一、高橋正直、武田和浩、宮本学
- 音声：石井俊二、松本政利(行)、本間祥吾、森田篤、加瀬悦史
- 照明：澤田篤宏、河原敬司、山際邦康、高橋幸次郎、和田智裕、嶺岸一彦
- 音響効果：玉井実（3×7）、石川清（OCBプロ）
- VTR編集：鈴木敬二（D-Craft）、吉田裕樹（IMAGICA）
- 美術プロデューサー︰重松照英、板谷栄司
- 美術制作：大坊雄二
- デザイン：深井誠之
- 大道具：山中修、鎌田大祐
- 装飾：高野城二（以前は小道具）、門間誠
- 小道具：鈴木春美、中村俊介
- 衣裳：城戸政人
- メイク：長縄真弓、石田あゆみ、高梨由美子、大友麻衣子、原田智佳、清水いずみ、三宅杏成、太田愛、荒井彩夏、下地可純
- 電飾：今石純一、菰原大裕、田中信太郎、白鳥雄一
- アクリル装飾：佐藤則雄、北神窓夏、安藤美紀子、栩木宗行
- 特殊美術：佐藤吉一
- 視覚効果：吉田正勝、小熊雅樹、猪又悟、山ノ内健、菅家守、中溝雅彦（中溝→一時離脱→復帰）
- 植木装飾：小田隆文、湯山直希
- 生花装飾：吉田優子、藤生由紀、牧島美恵、勝野純子、佃潤、小柳幸絵
- タイトル：山形憲一、木村葵、齋藤一広
- 広報：鈴木文太郎、神崎素子、藏内彩季子
- TK：楮本眞澄
- 制作進行：吉井美月、濵本幸治
- デスク：梅都恵、波多野有香、川口ひとみ
- AD︰江端健人、岸本渉
- ディレクター︰伊藤嘉教、井上真吾、勝部美帆、杉野幹典、中陳陽太
- アシスタントプロデューサー︰児玉芳郎
- プロデューサー：丸山史、亀高美智子、田中美咲、寺田裕、竹岡直弘
- 演出︰渡辺琢（以前はディレクター→プロデューサー→一時離脱）
- プロデューサー（チーフ）：山縣慎司（1990-1996） → 大平司（1997） → 加茂裕治（1997-2008、2012） → 小松純也（2009） → 渡辺琢（2009-2011） → 亀高美智子（2013-2015） → 中嶋優一（2016-2018）→ 大江菊臣（2019-2021）

## 関連書籍
- 明石家サンタの腹をかかえる悲惨な話（1992年4月、ベストセラーズ、ISBN 4584007969）

## 関連事項
- 銀魂 - フジテレビ系列ではなく、テレビ東京系列（番組販売にてmit・OX・FTVはネットしていた）にて放送されていたテレビアニメ。フジからの許可を得て、第137話（関東では2008年12月18日放送）にて明石家サンタと思われるテレビを視聴しているシーンが描かれている。
- ワンナイR&R - フジテレビ系列で放送されていたバラエティ番組。当・明石家サンタのパロディコントを実施、さんま本人（明石家サンタ）が登場し、八木役を雨上がり決死隊の蛍原徹が務めた。

## 関連番組
- ライオンのごきげんよう - 当番組の放送日もしくはその前日にさんまが必ずゲスト出演していた（ただし1999年までは年明けのゲスト出演であり、当番組の番宣としては1999年末以降）。
- 森田一義アワー笑っていいとも! - 1995年までは、毎年12月にさんまがレギュラー出演する金曜日に番宣を行っていた。ただし、1995年に関してはさんま降板後だが、明石家福禄寿の番宣のため、降板から3ヶ月ぶりにゲストとして出演した。
- さんまのまんま
- さんまのお笑い向上委員会
- ラジオ・チャリティー・ミュージックソン - 番組が放送されている同じ時間帯にニッポン放送をキーステーションに全国一部のNRN系で放送されている。
- 明石家さんま オールニッポン お願い!リクエスト - ニッポン放送で2017年4月17日から放送されている、当番組と同じく聴取者・視聴者と電話をつなぎトークをする番組。さんまのパートナーは増山さやか（ニッポン放送アナウンサー）。
- おそく起きた朝は…・はやく起きた朝は… - こちらも同局制作のバラエティ番組で、三宅恵介などの一部スタッフが共通する。当番組同様、本社屋が河田町だった1994年から続き、なおかつ出演者が一切変わっていない最後のバラエティ番組。